# Die Heimat
Die Heimat (Kurzbezeichnung HEIMAT, stilisiert HEIMAT!) ist eine rechtsextreme und neonazistische deutsche Partei, die 1964 als Nationaldemokratische Partei Deutschlands (NPD) gegründet und im Juni 2023 umbenannt wurde. Nach Einschätzung zahlreicher Politikwissenschaftler, Historiker sowie des Bundesverfassungsgerichts weist sie eine programmatische und sprachliche Nähe zur NSDAP auf und vertritt eine völkisch-nationalistische und revanchistische Ideologie.
In den Jahren nach ihrer Gründung erzielte die NPD einige Wahlerfolge und war von 1966 bis 1972 in zeitweise sieben deutschen Landesparlamenten vertreten. Bei der Bundestagswahl 1969 verfehlte sie mit 4,3 % der Stimmen relativ knapp den Einzug in den Bundestag. Ab den frühen 1970er Jahren verlor sie stark an Bedeutung und verfügte nur noch über kommunale Mandate. Die Kooperation mit der DVU führte die Partei zunächst nicht aus der politischen Bedeutungslosigkeit, bis sie in den 2000er Jahren in Sachsen und Mecklenburg-Vorpommern erneut in Landtage gewählt wurde, wo sie jeweils zwei Legislaturperioden vertreten blieb. Aufgrund des Wegfalls aller Sperrklauseln bei der Europawahl 2014 gelang es ihr mit 1,0 % der Stimmen, einen Vertreter ins Europaparlament zu entsenden. Inzwischen gingen alle diese Mandate wieder verloren.
Gegen die NPD wurden zwei Parteiverbotsverfahren vor dem Bundesverfassungsgericht nach Art. 21 des Grundgesetzes durchgeführt. Das erste Verbotsverfahren scheiterte 2003 aus verfahrensrechtlichen Gründen. Der zweite Verbotsantrag wurde 2017 als unbegründet zurückgewiesen. Die Partei sei zwar eindeutig verfassungsfeindlich, wesensverwandt mit dem historischen Nationalsozialismus und wolle „die bestehende Verfassungsordnung durch einen an der ethnisch definierten ‚Volksgemeinschaft‘ ausgerichteten autoritären Nationalstaat ersetzen“, aufgrund ihrer aktuellen Bedeutungslosigkeit im politischen Geschehen könne sie ihre Ziele jedoch nicht verwirklichen. Am 23. Januar 2024 schloss das Bundesverfassungsgericht die Partei für sechs Jahre von der Parteienfinanzierung aus, da sie sich weiterhin gegen die für den freiheitlichen demokratischen Verfassungsstaat unverzichtbaren Grundprinzipien wende und auf deren Beseitigung ausgerichtet sei.
Auf einem Bundesparteitag am 3. Juni 2023 in Riesa beschloss eine Mehrheit von 77 Prozent der Delegierten, die NPD mit sofortiger Wirkung in Die Heimat umzubenennen. Mit dem neuen Namen und Erscheinungsbild waren nicht alle Mitglieder einverstanden, so dass sich 2024 eine konkurrierende Partei unter dem alten Namen NPD konstituierte.
Aus Gründen der historischen Genauigkeit wird die Partei in den Abschnitten, die sich auf die Zeit bis Juni 2023 beziehen, mit dem Namen „NPD“ bezeichnet, den sie damals führte.

## Inhaltliches Profil

### Allgemeine Inhalte
Die Partei verfolgt die Idee einer homogenen Volksgemeinschaft, die sie als Gegenmodell zur liberalen Demokratie der westlichen Welt versteht. Die Zugehörigkeit zu dieser völkischen Gemeinschaft wird von ihr nach rassischen Kriterien definiert. Nach Ansicht der Partei müsse die „wahre“ Demokratie als „deutsche Volksherrschaft“ konzipiert sein (daher die Eigenbezeichnung „nationaldemokratisch“), woraus sie zahlreiche weitere Forderungen ableitet.
Laut Verfassungsschutzbericht des Bundes 2012 sind die Zielvorstellungen der NPD aufgrund ihrer „antipluralistische[n], ausgrenzende[n] und antiegalitäre[n] Merkmale“ unvereinbar „mit den demokratischen und rechtsstaatlichen Wesensmerkmalen des Grundgesetzes“. Die ideologischen Positionen der Partei seien „Ausdruck eines geschlossen rechtsextremistischen Weltbilds.“
Die Partei propagiert in ihrem Grundsatzprogramm einen völkischen Nationalismus. Dort wird die Würde des Menschen an die Zugehörigkeit zu einem Volk gebunden. Dieses Volk, nicht den einzelnen Menschen, stellt die Partei in den Mittelpunkt ihrer Politik und unterscheidet sich damit von demokratischen Parteien. Dem Staat komme dabei die Aufgabe zu, die Verantwortung für das Volk zu tragen. Die Heimat sieht das Volk als eine ethnisch und „rassisch“ homogene Einheit, wonach ein Deutscher nur aufgrund seiner deutschen Abstammung Deutscher (Volksdeutscher) ist und nicht allein aufgrund seiner deutschen Staatsangehörigkeit (Passdeutscher). Eine „Verleihung bedruckten Papiers“ könne, so die Partei, nicht „die biologischen Erbanlagen“ verändern. Die Zuwanderung von Angehörigen „artverwandter“ Kulturen kann laut Partei jedoch zugelassen werden. In den Parteiprogrammen wie auch öffentlichen Äußerungen ihrer Mitglieder bzw. Mandatsträger lassen sich sowohl ethnopluralistische als auch biologistisch-rassistische Argumentationen feststellen.
Aus diesen Grundsätzen leitet die Partei ihre konkreten politischen Forderungen ab. Dazu gehört die Forderung, Deutschland von „negativen Einflüssen aus dem Ausland“ abzugrenzen. Alle Lebensbereiche, sei es in der Wirtschaft, der Politik oder in der Kultur, sollen ausschließlich national ausgerichtet werden. „Multiethnische Exzesse, denen derzeitig das deutsche Volk ausgesetzt“ sei, und „Überfremdung“ müssten verhindert werden. Dementsprechend will die Partei die Ausweisung der nichtdeutschen Bevölkerung aus der Bundesrepublik, die Wiedereinführung der Deutschen Mark und den Austritt Deutschlands aus internationalen Bündnissen wie NATO und EU durchsetzen. Die seit dem Ende des Zweiten Weltkrieges in Deutschland stationierten Streitkräfte der Vereinigten Staaten sollen abgezogen werden. Auch fordert die Partei die Abschaffung des Asylrechts, kämpft gegen eine aus ihrer Sicht bestehende „Islamisierung“ Deutschlands, kritisiert die hohen Nettozahlungen Deutschlands an die Europäische Union und ist gegen den EU-Beitritt der Türkei. In der Ideologie der Heimat sind antisemitische Positionen tief verankert, die sich teils in der Nutzung antisemitischer Chiffren offenbaren, teils jedoch auch unverhohlen zutage treten. Repräsentanten der Partei relativieren den Holocaust und sprechen von einer vermeintlichen erpresserischen „Holocaust-Industrie“, zudem kommt es zu Verbalattacken gegen den Zentralrat der Juden in Deutschland. Ferner lässt sich in der Heimat eine sowohl latente als auch offene Feindschaft zum Staat Israel konstatieren, die unter anderem in antizionistisch motivierten Solidaritätsbekundungen, z. B. gegenüber der iranischen und venezolanischen Regierung, zum Ausdruck kommt. Der NPD-Bundesverband kommentierte das 70-jährige Gründungsjubiläum des Staates Israel am 14. Mai 2018 auf Twitter mit dem Satz „Israel ist und bleibt der Feind aller Völker, die um nationale und soziale Befreiung ringen.“ Die Partei lehnt Interventionseinsätze der Bundeswehr wie im Irak und in Afghanistan ab.
Die Heimat plädiert für einen autoritären Staat, der den „Willen der Volksgemeinschaft“ durchsetzen soll. Das Programm der Partei greift verschiedene nationalistische und antikapitalistische Aspekte auf. Dies erinnert nach Ansicht von Historikern vom Sprachgebrauch her an den Nationalsozialismus. So wird zum Beispiel die „deutsche Familie“, in der die Frau vor allem Hausfrau und Mutter sein soll, als das beste Lebensmodell dargestellt. Die Tätigkeit als Hausfrau soll als Beruf gesetzlich anerkannt werden. Lebensformen außer der traditionellen Familie werden abgelehnt. Schwangerschaftsabbrüche sollen nur nach Vergewaltigung oder bei Risiken für das Leben der Mutter erlaubt sein. Auf dem Gebiet der Bildungspolitik wendet sich die Partei gegen einen aus ihrer Sicht bestehenden Egalitarismus, mit der eine „neue Gesellschaft“ geschaffen werden solle, und fordert eine begabungs- und leistungsabhängige Förderung. In der Wirtschaftspolitik werden Parolen wie „Die Wirtschaft muss dem deutschen Volk dienen“ oder „Der gesamte Grund und Boden ist Eigentum des Volkes“ benutzt. Die Partei fordert eine Volksabstimmung über die Wiedereinführung der Todesstrafe, die bei schweren Kriminaldelikten wie Kindes- oder Raubmord angewendet werden könnte. Verstärkt bedient sich die Partei auch ökologischer Themen, so spricht sie sich für biologische Landwirtschaft sowie gegen Atomkraft, Gentechnik, Überfischung, Neobiota, Massentierhaltung oder Tierversuche aus, allerdings unter nationalistischen, rassistischen und „volkshygienischen“ Gesichtspunkten.
Aufgrund der Mischung aus radikaler Fremdenfeindlichkeit, Homophobie, Antisemitismus, Behindertenfeindlichkeit, nationalistischem Gesellschaftsmodell, populistisch-antikapitalistischen Parolen und dem Glauben an eine autoritäre Führung sahen Experten Ähnlichkeiten zwischen der Programmatik der NPD und jener der NSDAP der 1920er- und frühen 1930er-Jahre. Wie diese möchte die Partei nicht nur bestimmte politische Ziele durchsetzen, sondern das heute herrschende System des demokratischen Rechts- und Verfassungsstaates beseitigen, weshalb die Partei als verfassungsfeindlich eingestuft wird. Auf ihrer Internetseite bezeichnet die Partei das Grundgesetz als „Diktat der westlichen Siegermächte“ und fordert mit Verweis auf Artikel 146 GG, dass es durch eine neue Verfassung abgelöst werden solle. In dieser Verfassung sollen laut ihr dann „Volksabstimmungen verankert, ein volksgewählter Bundespräsident mit starken Vollmachten institutionalisiert“ und der „schädliche Parteieneinfluß  beschnitten“ sein. Sie gibt jedoch gleichzeitig an, einzelne, von ihr als positiv eingestufte Grundgesetzartikel schützen zu wollen, um sie als „Waffe gegen die vollständige Entmachtung des deutschen Volkssouveräns“ einzusetzen.

### Geschichtsrevisionismus
Die Heimat lehnt die im Zwei-plus-Vier-Vertrag 1990 festgeschriebenen Grenzen ab und fordert die Wiederherstellung Deutschlands in seinen „gewachsenen Grenzen“. Unklar ist, ob damit die Wiederherstellung des Bestands von 1937 und damit die Wiedereingliederung der 1945 verlorenen Ostgebiete oder nur eines Teiles davon gemeint ist oder ob noch weitergehende Revisionen, die durch den Versailler Vertrag abgetrennte oder durch das Münchener Abkommen hinzugekommene Gebiete betreffen, darunter verstanden werden.
Ebenso strebt die Partei eine umfassende Revision der Geschichtsschreibung über die Zeit des Nationalsozialismus an. Auf ihren Webseiten wird behauptet, dass die Alliierten schuld am Ausbruch des Zweiten Weltkrieges gewesen seien, dass Deutschland 1945 nicht befreit wurde und seit der Kriegsniederlage unter Fremdherrschaft stehe. Die historische Schuld der NS-Täter, Kriegsverbrecher in SS und Wehrmacht sowie der Millionen Mitläufer, durch welche die Verbrechen des Nationalsozialismus erst möglich wurden, lässt Die Heimat, wenn überhaupt, nicht ohne Verweis auf die deutschen Opfer des Zweiten Weltkrieges gelten. Zu einem in den Medien als skandalös betrachteten Vorfall entwickelte sich die Entscheidung der damaligen sächsischen NPD-Landtagsfraktion, der am 21. Januar 2005 abgehaltenen Schweigeminute für „alle Opfer“ nicht beizuwohnen – man wollte alleinig der „deutschen Opfer des alliierten Bombenangriffs auf Dresden“ gedenken. Zudem nutzt die Partei die breite gesellschaftliche Diskussion über Vergangenheitsbewältigung und Erinnerung an den Holocaust zur Verbreitung antisemitischer Propaganda. Die Partei kann dabei an einen öffentlichen politischen Diskurs anknüpfen, in dem ein angebliches Übermaß an „Antisemitismusvorwürfen“ und nicht der Antisemitismus problematisiert wird. Zum 8. Mai 2021, dem Tag der Befreiung, schrieb die damalige NPD auf Facebook: „Halb Europa unter Stalins Herrschaft, Frankreich und England nun Vasallen der USA oder besser gesagt der US-Hochfinanz und der ganze Kontinent in Trümmern. Wer sollte da feiern?“ Darin werden die NS-Verbrechen und das Leid der Opfer des NS-Regimes relativiert, zugleich wird mit dem Codewort „Hochfinanz“ an antisemitische Stereotype angeknüpft, wonach finanzstarke jüdische Kreise die Weltpolitik in ihrem Sinn lenken würden.

### Grundsatzprogramm
Im aktuellen Grundsatzprogramm, beschlossen auf ihrem Bundesparteitag am 4./5. Juni 2010 in Bamberg, übernahm die Partei mit den Schlagworten „Arbeit. Familie. Vaterland.“ die Losung Travail, Famille, Patrie des Vichy-Regimes.

#### Außenpolitik
Die außenpolitischen Grundsätze von Die Heimat gehen auf die Prinzipien des Isolationismus und Neutralismus zurück. Sie lehnt Auslandseinsätze der Bundeswehr im Allgemeinen und das Einhalten der Bündnistreue gegenüber der NATO im Speziellen ab. Die Heimat bezeichnet die Rechtmäßigkeit der Grenzen Deutschlands mit seinen direkten Nachbarn als von den damaligen Alliierten aufgezwungen und strebt eine Revidierung der im Potsdamer Abkommen gefällten territorialen Entscheidungen an.
Die Heimat lehnt den EU-Beitritt der Türkei als nicht zu Europa gehörig ab und betont den diplomatischen Ausgleich mit Russland. Sie fordert darüber hinaus eine ersatzlose Streichung der so genannten Feindstaatenklausel, die bereits mit der Resolution 49/58 von der UN-Generalversammlung am 9. Dezember 1994 für „obsolet“ erklärt wurde.

#### Bildungspolitik
Die Heimat richtet sich gegen den Föderalismus im Bildungswesen und fordert für dieses eine Zentralisierung auf Bundesebene. Die Partei tritt für das mehrgliedrige Schulsystem ein, das eine unterschiedliche Leistungsfähigkeit der Schüler abbilden soll. Leistungsunterschiede aufgrund sozialer Unterschiede sollen durch Einrichtung einer Vorschule verringert werden. Im Hochschulwesen lehnt die Partei den Bologna-Prozess ab und fordert ein gebührenfreies Erststudium. Die Finanzierung der Hochschulen habe ausschließlich aus staatlichen Mitteln zu erfolgen.
Die Partei ist für die Segregation bzw. die so genannte Rassentrennung im Bildungswesen. Sie fordert darüber hinaus die Rückgängigmachung der Rechtschreibreform und die Erhebung eines Schutzes der deutschen Sprache zum Verfassungsrang. Ebenso richtet sich Die Heimat in ihrer Bildungspolitik gegen die deutsche Vergangenheitsbewältigung.

#### Energiepolitik
Die zentralen Ziele der Energiepolitik der Partei sind Versorgungssicherheit, Umweltverträglichkeit und Wirtschaftlichkeit. Durch die Stärkung inländischer Energieerzeuger und der erneuerbaren Energien soll eine Unabhängigkeit vom transnationalen Energiemarkt erreicht werden. Zusätzlich sollen im Sinne einer angestrebten Energieautarkie die Rohstoffreserven ausgeweitet werden. Die Heimat betont den strategischen Energiehandel mit Russland als wichtiges Fundament in diesem Konzept.

#### Europapolitik
Angelehnt an den Ausspruch von Charles de Gaulle „Europa der Vaterländer“ fordert Die Heimat auf Grundlage einer ethnischen Zugehörigkeit ein „Europa der Völker“. Aus Gründen der nationalen Souveränität fordert Die Heimat ebenso, keine weiteren Hoheitsrechte an die EU abzutreten und vollzogene Kompetenzabtretungen rückgängig zu machen.

#### Familienpolitik
Die Familienpolitik der Partei richtet sich gegen die Gleichstellung der Geschlechter und betont als Mittel gegen eine vergreisende Gesellschaft die Bedeutung der heterosexuellen Familie. Zur Entlastung und Förderung der Familien fordert Die Heimat zur Ergänzung des Kindergeldes ein Baby-Begrüßungsgeld, ein Müttergehalt und ein Familiendarlehen für (deutsche) Familien. Eine Mutterschaft sei auf die Altersrente anzurechnen. Die Partei richtet sich ebenso gegen das Ehegattensplitting.

#### Innenpolitik
Die Heimat sieht die aktuelle Gesellschaft in einem Vor-Bürgerkriegs-Szenario und fordert daher die Beseitigung sozialer und ethnischer Brennpunkte in städtischen Ballungszentren. Ebenso sollen in Deutschland wieder Grenzkontrollen eingeführt und das Schengener Abkommen einseitig aufgekündigt werden. Darüber hinaus möchte die Partei eine Einschränkung des Daten- und Informationsaustauschs mit ausländischen Sicherheitsbehörden. Des Weiteren verfolgt Die Heimat eine Auflösung des Verfassungsschutzes sowie härtere Strafen bei Verstößen gegen das Betäubungsmittelgesetz sowie in Fällen von Kinderpornographie und Pädophilie.

#### Sozialpolitik
Die Heimat fordert eine eigene „Ausländersozialgesetzgebung“, die durch Arbeitnehmer mit Migrationshintergrund und deren Arbeitgeber zu finanzieren ist. Sie wendet sich gegen die Sozialreform der Agenda 2010 und fordert eine beitragsgerechte Arbeitslosenhilfe und eine damit verbundene Einschränkung des Niedriglohnsektors.

#### Wirtschaftspolitik
Die Heimat sieht die Unternehmen in einer sozialen Verpflichtung innerhalb einer (neuen) solidarischen Wirtschaftsordnung. Durch staatliche Eingriffe sollen klein- und mittelständische Unternehmen auf bzw. vor dem globalen Markt protegiert werden. Monopole sollen nach dem Willen der Partei unterbunden und die öffentliche Daseinsvorsorge soll komplett in staatlicher Hand verbleiben. Die Heimat richtet sich gegen Spekulationen auf den Finanzmärkten und fordert u. a. ein Verbot von Hedgefonds.
Nach Fabian Fischer war die Partei den größeren Teil ihrer Geschichte keine antikapitalistische Partei. Erst unter der Ägide Udo Voigts und Jürgen Gansels mehrten sich antikapitalistische Deutungsmuster und damit eine ideologische Umorientierung der Partei.

### Verfassungsrechtliche Bewertung der Inhalte durch das Bundesverfassungsgericht
Im Zuge des Verbotsverfahrens 2017 erging vom Bundesverfassungsgericht ein negatives Urteil, welches sich aus der nicht gegebenen Wahrscheinlichkeit eines Erfolgs der Partei bei der Durchsetzung ihrer Ziele ergab. Die von der Partei verfolgten Ziele wurden jedoch als verfassungsfeindlich eingestuft. Insbesondere wird geurteilt, dass es das Ziel der Partei sei, die freiheitlich-demokratische Grundordnung Deutschlands zu beseitigen, und dass sie ein gegen die Menschenwürde verstoßendes Menschenbild vertrete, da die Politik „auf die Ausgrenzung, Verächtlichmachung und weitgehende Rechtlosstellung von gesellschaftlichen Gruppen (Ausländern, Migranten, religiösen und sonstigen Minderheiten) gerichtet“ sei. Ebenso missachte die NPD die Grundordnung auch aus demokratischer Sicht. Insgesamt sei eine „Wesensverwandtschaft“ mit dem Nationalsozialismus vorhanden, die sich z. B. durch Verherrlichung von NS-Führungsfiguren und aus antisemitischen Äußerungen ergebe. In einem anderen Verfahren stellte das Gericht mit Urteil vom 23. Januar 2024 erneut fest, dass die Partei die freiheitliche demokratische Grundordnung missachte. Sie sei auch nach ihren Zielen und dem Verhalten ihrer Mitglieder und Anhänger auf deren Beseitigung ausgerichtet.

## Parteipolitik

### Dresdner Schule
Im November 2006 wurde erstmals die so genannte „Dresdner Schule“ auf einer Pressekonferenz im sächsischen Landtag vorgestellt. Diese sollte der NPD als „Denkfabrik“ dienen und verstand sich als Gegensatz zur Frankfurter Schule um Max Horkheimer und Theodor W. Adorno. Sie „sagt den Multikulturalisten und Umvolkern den politischen Kampf an“, um ein revisionistisches Geschichtsverständnis zu etablieren, das es ermöglichen soll, die Deutschen als „schuldkomplex-beladenes Volk seelisch wieder gesunden“ zu lassen. Der Politikwissenschaftler Richard Stöss bezeichnete diesen Ansatz – wie schon andere Versuche zu einer Intellektualisierung der extremen Rechten (z. B. das Thule-Seminar) – als „letztlich grandios gescheitert.“

### Verhältnis zu den Kameradschaften
Für einige Zeit gingen stringent nationalsozialistisch gesinnte Gruppierungen auf mehr Distanz zur Partei, weil diese ihnen zu bürgerlich erschien. Andererseits wurde auf dem NPD-Parteitag im thüringischen Leinefelde im Oktober 2004 der mehrfach vorbestrafte militante Neonazi Thorsten Heise in den Bundesvorstand gewählt. Dies verdeutlicht erneut Verbindungen der Partei mit den so genannten „freien Kameradschaften“. Die NPD hoffte, durch die Hilfe von Heise die rund 170 freien Kameradschaften, denen etwa 3000 Mitglieder zugerechnet wurden, auf Dauer in ihre politische Arbeit einbeziehen zu können.
Gemäß dem Verfassungsschutzbericht 2004 wurde seit Anfang desselben Jahres eine Annäherung zwischen der NPD und stärker nationalextremistischen Kräften beobachtet. Die Partei sei mit ihrem Konzept einer „deutschen Volksfront“ zum Zentrum der Einigungsbemühungen im rechtsextremistischen Lager geworden. In einem Interview mit der Zeitung Junge Freiheit im Jahr 2004 formulierte der damalige Bundesvorsitzende Udo Voigt dieses Ziel folgendermaßen: „Natürlich ist der Nationalsozialismus als Strömung in Deutschland auch heute vorhanden. Für die NPD ist er nicht maßgebend, aber wir versuchen, neben Nationalliberalen und Nationalkonservativen eben auch die nationalsozialistische Strömung zu integrieren, da eine Abgrenzung nur dem politischen Gegner hilft.“
Zahlreiche Mitglieder der verbotenen, gewaltbereiten Kameradschaft Skinheads Sächsische Schweiz wurden in der Partei aktiv, darunter der wegen Gründung einer kriminellen Vereinigung verurteilte ehemalige Kopf der Gruppe, Thomas Sattelberg, und ein weiterer vorbestrafter Mitbegründer, Thomas Rackow.

## Organisationsstruktur

### Bundesvorstand

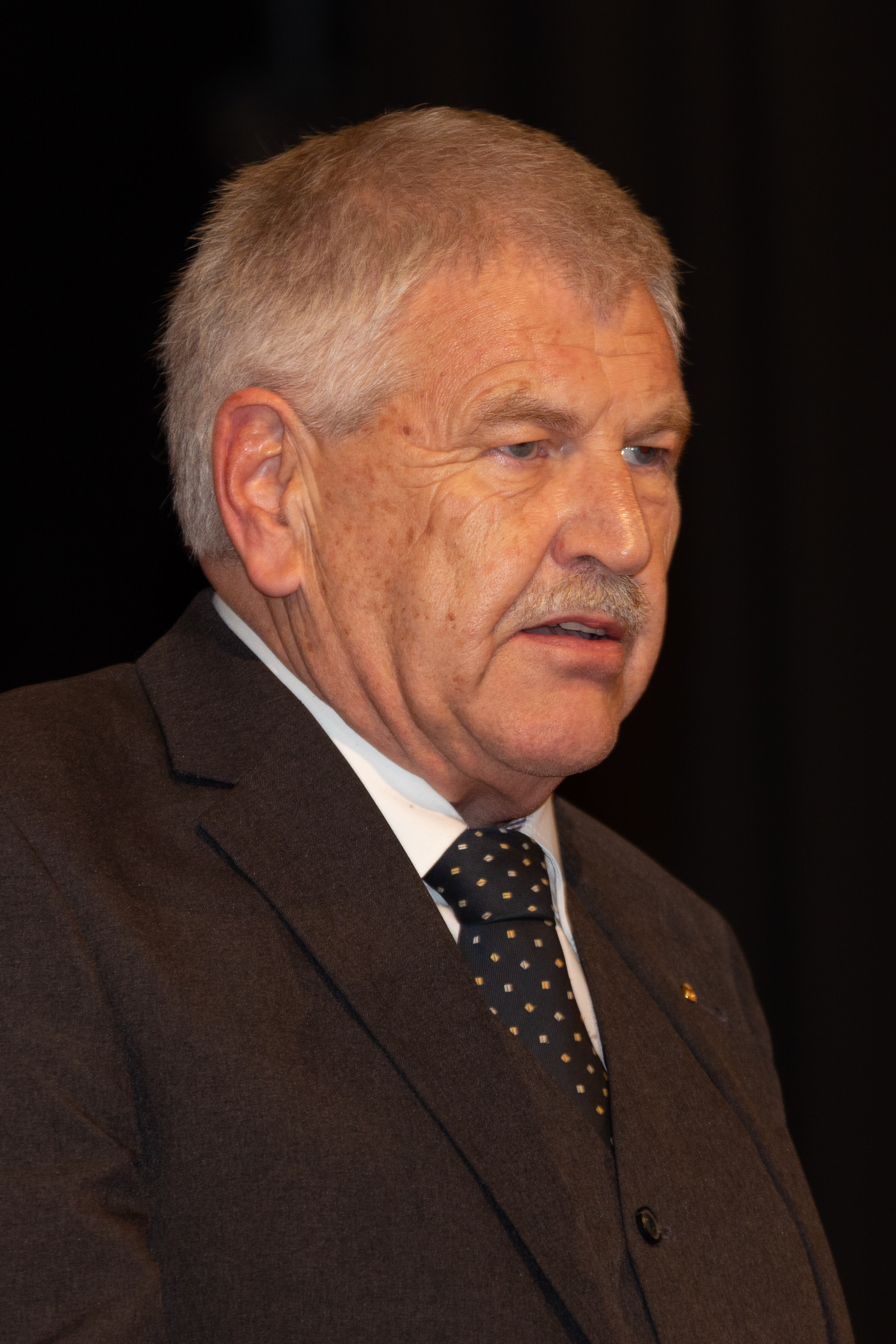
Udo Voigt, bis 2019 Abgeordneter des Europäischen Parlaments und bis zu seinem Tod 2025 stellvertretender Parteivorsitzender.

| Vorsitzender                      | Peter Schreiber |
| Stellvertretende Vorsitzende      | Thorsten Heise, Philipp Neumann |
| Schatzmeister                     | Stefan Köster |
| Bundesorganisationsleiter         | Patrick Wieschke |
| Weitere Präsidiumsmitglieder      | Klaus Beier (Bundesgeschäftsführer und -pressesprecher), Alexander Neidlein (Generalsekretär), Peter Richter (Amt Recht), Ronny Zasowk (Amt Politik), Daniel Lachmann |
| Beisitzer                         | Claus Cremer, Thomas Gürtler, Stefan Lux, Ariane Meise, Mark Proch, Karin Mundt, Axel Michaelis, Sebastian Weigler                                                    |
| Mitglieder kraft Amtes            | Hartmut Krien (Vorsitzender der KPV), Antje Menzel (Vorsitzende RNF)                                                                                                  |
| Landesvorsitzende ohne Stimmrecht | Manfred Börm, Horst Görmann, Rainer Hatz, Andreas Käfer, Henry Lippold, Peter Schreiber, Markus Walter                                                                |

### Daten der Landesverbände
Die Partei ist in allen 16 Bundesländern organisiert.
| Landesverband          |  | Vorsitzender                | Mitgliederzahl | Ergebnis der letzten Wahl des Landesparlaments | Ergebnis der Bundestagswahl 2021 |
| ---------------------- |  | --------------------------- | -------------- | ---------------------------------------------- | -------------------------------- |
| Baden-Württemberg      |  | Marina Djonovic             | 300            | nicht angetreten (2021)                        | 0,1 %                            |
| Bayern                 |  | Rainer Hatz                 | 430            | nicht angetreten (2023)                        | 0,1 %                            |
| Berlin                 |  | Andreas Käfer               | 170            | 0,1 % (2023)                                   | 0,1 %                            |
| Brandenburg            |  | Klaus Beier                 | 140            | nicht angetreten (2024)                        | 0,3 %                            |
| Bremen                 |  | Horst Görmann               | keine Angaben  | nicht angetreten (2023)                        | 0,1 %                            |
| Hamburg                |  | k. A.                       | 80             | nicht angetreten (2025)                        | 0,1 %                            |
| Hessen                 |  | Stefan Jagsch               | 260            | nicht angetreten (2023)                        | 0,1 %                            |
| Mecklenburg-Vorpommern |  | Stefan Köster               | 150            | 0,8 % (2021)                                   | 0,7 %                            |
| Niedersachsen          |  | Manfred Börm                | 180            | nicht angetreten (2022)                        | 0,1 %                            |
| Nordrhein-Westfalen    |  | Claus Cremer                | 400            | nicht angetreten (2022)                        | 0,1 %                            |
| Rheinland-Pfalz        |  | Markus Walter               | 100            | nicht angetreten (2021)                        | 0,1 %                            |
| Saarland               |  | Frank Franz (kommissarisch) | keine Angaben  | nicht angetreten (2022)                        | 0,2 %                            |
| Sachsen                |  | Peter Schreiber             | 180            | nicht angetreten (2024)                        | 0,3 %                            |
| Sachsen-Anhalt         |  | Henry Lippold               | 70             | 0,3 % (2021)                                   | 0,2 %                            |
| Schleswig-Holstein     |  | Mark Proch                  | 80             | nicht angetreten (2022)                        | 0,1 %                            |
| Thüringen              |  | Patrick Wieschke            | 100            | nicht angetreten (2024)                        | 0,3 %                            |

### Jugendorganisation

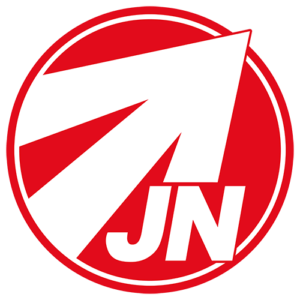
Logo der Jugendorganisation der Heimat, der „Jungen Nationalisten“ (JN)

Die Jugendorganisation der Partei sind die Jungen Nationalisten, die ca. 280 Mitglieder zählen (Stand 2022). Bis zur Umbenennung im Januar 2018 traten die JN seit ihrer Gründung 1969 als Junge Nationaldemokraten auf. Sie gehören zu den größten rechtsextremistischen Jugendorganisationen in Deutschland und organisieren sich über regionale „Stützpunkte“ sowie über Landes- und Gebietsverbände. Schwerpunkte liegen dabei in Sachsen, Berlin und Brandenburg. Die JN sind integraler Bestandteil der Partei und in ihrer Satzung dort verankert. Thematisch verwenden die JN viel Energie auf die Mitgliederbindung, weshalb sie öffentlich oft nur wenig wahrgenommen werden. Derzeitiger Vorsitzender ist Sebastian Weigler. Der Bundesvorsitzende der JN ist kraft seines Amtes Mitglied im Bundesvorstand der Partei.

### Hochschulorganisation
Die Hochschulorganisation der NPD war von den 1960ern bis in die 1990er der Nationaldemokratische Hochschulbund. Heute ist die JN-Unterorganisation Nationaler Bildungskreis für die Hochschulpolitik der Partei zuständig.

### Frauenorganisation
Mitte September 2006 gründete die NPD mit dem Ring Nationaler Frauen (RNF) eine bundesweite Frauenorganisation. Diese soll als parteiliche Unterorganisation „den Frauen in der NPD als Sprachrohr dienen“ und auch für „national denkende, parteienungebundene Frauen ein Ansprechpartner“ sein. Die Bundesvorsitzende ist seit Ende Mai 2017 Antje Mentzel.

### Kommunalpolitische Vereinigung
Die Kommunalpolitische Vereinigung (KPV) der Partei wurde im Jahr 2003 gegründet. Sie versteht sich als bundesweite Interessenvertretung für kommunale Mandatsträger der Partei. Ziel ist die Professionalisierung der kommunalpolitischen Aktivitäten von Die Heimat. In Schulungen werden Vernetzung und Erfahrungsaustausch gefördert. Der Vorsitzende der KPV ist der Dresdner Stadtrat Hartmut Krien. Er ist kraft seines Amtes Mitglied des Die-Heimat-Bundesvorstandes.

### Presseorgan und andere Parteizeitungen
Die NPD hatte in ihrer Geschichte verschiedene Zeitungen. Offizielles Presseorgan waren zunächst die Deutschen Nachrichten. Nach einer Fusion mit der Deutsche Wochen-Zeitung (DWZ), 1986 vom Verleger und DVU-Vorsitzenden Gerhard Frey aufgekauft, wurde sie daraufhin in Deutsche Wochen-Zeitung – Deutscher Anzeiger umbenannt. 1999 wurde sie mit der ebenfalls von Frey herausgegeben National-Zeitung zusammengelegt. 2019 wurde die National-Zeitung eingestellt.
Das aktuelle Presseorgan der Partei ist die Deutsche Stimme, die seit 1976 erscheint und zurzeit eine monatliche Auflage von 10.000 hat. Daneben existieren noch regionale und örtliche Publikationen wie die Sachsen-Stimme oder Zündstoff-Nachrichten.

## Finanzen
| Einnahmen der NPD im Jahr 2013 | EUR          | Anteil   |
| --- | ------------ | -------- |
| Staatliche Mittel | 1.253.278,41 | 42,11 %  |
| Spenden von natürlichen Personen | 803.057,16   | 26,98 %  |
| Mitgliedsbeiträge | 488.859,96   | 16,42 %  |
| Sonstige Einnahmen | 179.775,35   | 6,04 %   |
| Einnahmen aus Veranstaltungen, Vertrieb von Druckschriften und Veröffentlichungen und sonstiger mit Einnahmen verbundener Tätigkeit | 139.101,25   | 4,67 %   |
| Mandatsträgerbeiträge und ähnliche regelmäßige Beiträge                                                                             | 110.758,21   | 3,72 %   |
| Spenden von juristischen Personen                                                                                                   | 909,00       | 0,03 %   |
| Einnahmen aus sonstigem Vermögen | 604,45       | 0,02 %   |
| Einnahmen aus Unternehmenstätigkeit und Beteiligungen                                                                               | 0            | 0,00 %   |
| Summe | 2.976.343,79 | 100,00 % |

Das Parteivermögen der NPD war nur gering. Immobilien im Wert von etwa 700.000 Euro stand Ende 2005 eine Darlehens-, Bürgschafts- und Kreditlast von etwa einer Million Euro entgegen.

### Unternehmensbeteiligungen
Die Heimat ist mit 100 Prozent an der Deutsche Stimme Verlags GmbH in Riesa beteiligt. Der ursprünglich in Bayern angesiedelte Verlag bringt als Hauptprodukt die Parteizeitung Deutsche Stimme heraus.

### Geldvermögen
Die Partei ist aufgrund geringer finanzieller Reserven auf Spenden angewiesen. Ihr Beitragsaufkommen macht nur eine halbe Million Euro aus. Etwa eine Million erhält sie durch Spenden und Mandatsträgerbeiträge. 2005 erhielt die NPD sieben Spenden von mehr als 10.000 Euro, hauptsächlich von eigenen Abgeordneten.
Ende 2006 wurde bekannt, dass die Bundestagsverwaltung rund 870.000 Euro an Parteienfinanzierung von der Partei zurückfordert, da im Landesverband Thüringen in den Jahren nach 1996 in großem Umfang falsche Spendenbescheinigungen ausgestellt wurden, was u. a. zu einer höheren Parteienfinanzierung geführt hat. Im Jahr 1997 machten diese Unregelmäßigkeiten sechs Prozent der gesamten Spendensumme der Partei aus, im Jahr 1998 zehn Prozent. Daher sieht die Bundestagsverwaltung die Rechenschaftsberichte der betreffenden Jahre als in wesentlichen Teilen unrichtig an, was zu einer kompletten Rückforderung der gesamten Parteienfinanzierung dieser Jahre führt. Als Folge dieser finanziellen Misere entließ die Partei zehn der zwölf Mitarbeiter der Bundesgeschäftsstelle. Darüber hinaus wurde berichtet, dass große Teile des Immobilienvermögens der NPD bzw. Der Heimat mit Hypotheken belastet sind und somit möglicherweise nicht als Sicherheiten für die weitere Zahlung der Parteienfinanzierung zur Verfügung stehen.

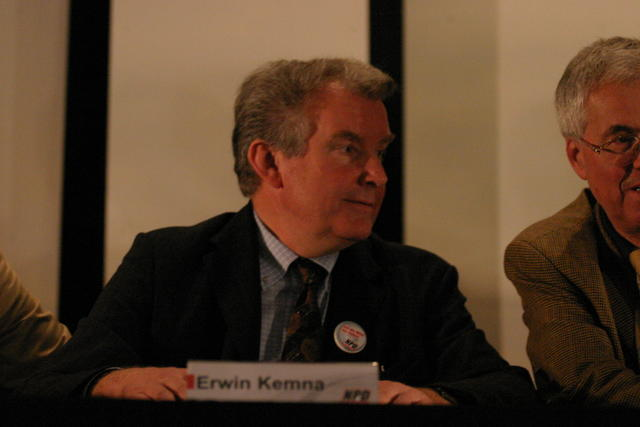
Erwin Kemna, damaliger Schatzmeister der NPD, beim Bundesparteitag 2006

Die Bundestagsverwaltung nimmt die Zuweisung von Mitteln der staatlichen Parteienfinanzierung aufgrund der von ihr monierten Unrichtigkeiten in den Rechenschaftsberichten der Partei der Jahre 1997, 1998 und 1999 nur noch gegen Sicherheitsleistungen vor. Eine dagegen vom Anwalt Jürgen Rieger für die NPD eingereichte Verfassungsbeschwerde wegen einer vorgeblichen Verletzung ihrer Rechte gemäß Art. 3 Abs. 3 sowie Art. 21 des Grundgesetzes wurde vom Bundesverfassungsgericht mit Beschluss vom 8. Oktober 2007 wegen Unzulässigkeit nicht zur Entscheidung angenommen. Das Gericht stellte fest, dass die Beschwerdeführerin ihre Rechtsmittel in den vorangegangenen Verwaltungsgerichtsverfahren nicht ausgeschöpft habe. Weiterhin sei zwar nicht zu verkennen, dass die seit dem vierten Quartal 2006 nur noch eingeschränkt gewährten Zahlungen im Rahmen der Parteienfinanzierung zu finanziellen Schwierigkeiten bei ihr führen könnten, aber ohne (nicht erfolgte) Darlegungen der weiteren Finanzlage der NPD könnten ihre diesbezüglichen Behauptungen nicht im erforderlichen Maße nachvollzogen werden.
Am 7. Februar 2008 wurde die NPD-Bundeszentrale in Berlin und der „Deutsche Stimme“-Verlag in Riesa von der Staatsanwaltschaft und der Kriminalpolizei durchsucht. Hintergrund der Razzia war ein Verfahren wegen Untreue zu Lasten der Partei gegen den Bundesschatzmeister Erwin Kemna. Bei diesem wurde ein vom Amtsgericht Münster erlassener Haftbefehl vollstreckt. Seit Anfang 2004 soll Kemna in mindestens 65 Fällen circa 627.000 Euro von der NPD über Umwege in seine Küchenfirma umgeleitet haben.

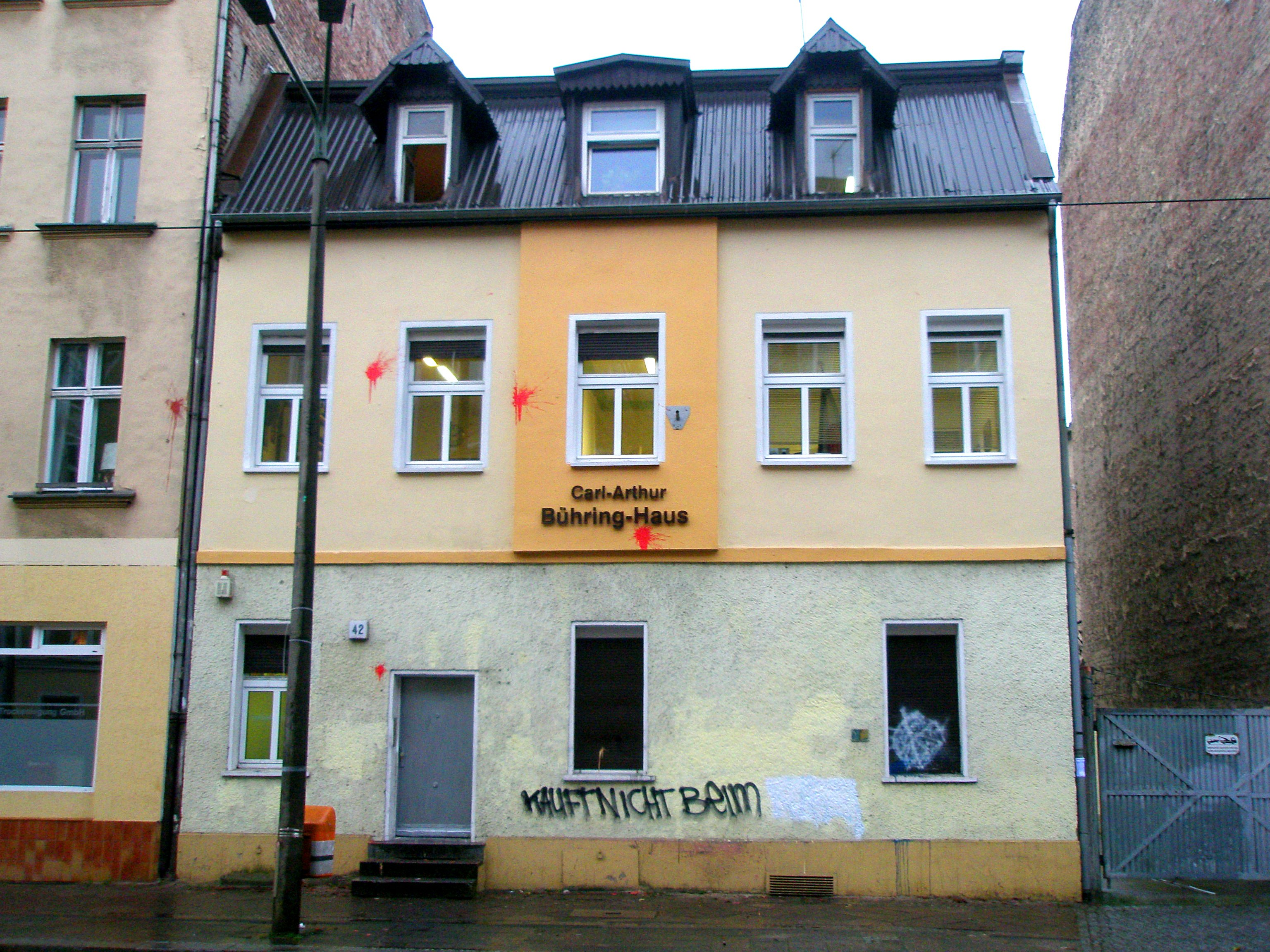
Die Bundesgeschäftsstelle der NPD in Berlin-Köpenick mit Spuren von Farbbeuteln

Mit Urteil vom 20. Mai 2008 entschied das zuständige Verwaltungsgericht Berlin, dass die Rückforderung von 869.353,89 Euro durch die Bundestagsverwaltung rechtmäßig war. Die Rechenschaftsberichte der Partei seien in den Jahren 1997 und 1998 in wesentlicher Hinsicht unrichtig, da diese Spenden in erheblichem Umfang zu Unrecht ausgewiesen haben. Die NPD habe daher in den Jahren 1998 und 1999 ihren gesamten Anspruch auf eine staatliche Teilfinanzierung verloren.

### Immobilienvermögen
Das Immobilienvermögen der NPD bestand 2005 neben der Bundesgeschäftsstelle in Berlin-Köpenick – dem Carl-Arthur-Bühring-Haus, einer Schenkung eines Sohns des Architekten Carl James Bühring – und aus zwei unbebauten Grundstücken in Derschen.
Die NPD erwarb Immobilien zur Eigennutzung. In einem Fall in Meßstetten in Baden-Württemberg wurde aufgrund des hohen Gebots und des anschließenden Rückzugs spekuliert, dass es sich um einen Scheinverkauf handelte, um einen Verhinderungskauf durch Dritte zu initiieren. Es gab jedoch auch getätigte Immobilienkäufe, insbesondere in Regionen, in denen die NPD / Heimat einen gewissen Zulauf hatte, beispielsweise ein Gebäude als Vereinsheim in Eisenach, was nicht von der Stadt verhindert werden konnte. In gewisser Regelmäßigkeit erhält Die Heimat Immobilienerbschaften von verstorbenen Anhängern.

## Geschichte

### Gründung und Einzug in Landesparlamente (1964–1967)

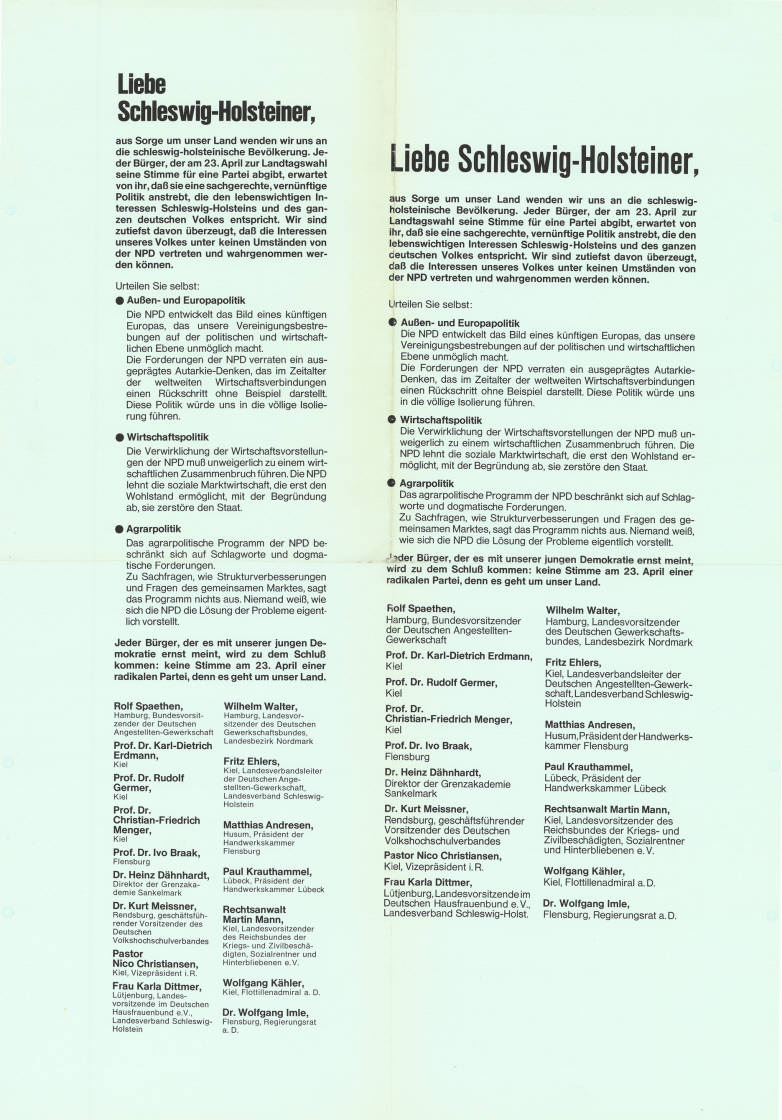
Plakat gegen die NPD im Landtagswahlkampf in Schleswig-Holstein 1967

Die Partei wurde am 28. November 1964 als Nationaldemokratische Partei Deutschlands (NPD) gegründet und ging im Wesentlichen aus der Deutschen Reichspartei (DRP) (1950–1965) hervor. Aber auch aus anderen Parteien und Gruppierungen kamen Mitglieder und spätere Parteifunktionäre, so aus der Deutschen Partei (DP) sowie aus mehreren Kleingruppen wie der Vaterländischen Union. Auch der ehemals nationalliberale Flügel der FDP lieferte einige NPD-Funktionäre, beispielsweise den späteren hessischen NPD-Landesvorsitzenden Heinrich Fassbender, der zwischenzeitlich die DNVP neu gegründet hatte. An der Parteigründung nahmen auch die vier für die DP gewählten Abgeordneten der Bremischen Bürgerschaft teil, womit die NPD zum Zeitpunkt ihrer Gründung bereits in einem Landesparlament vertreten war. Der Bürgerschaftsabgeordnete Friedrich Thielen wurde erster Bundesvorsitzender der Partei. In einem Interview mit dem Spiegel distanzierte er sich vom Nationalsozialismus und antwortete auf die Frage, ob ein Jude NPD-Mitglied werden könne: „Sicherlich. Mitglied kann jeder werden, gleichgültig ob er Christ, Mohammedaner oder Jude ist. Er muß ein guter Deutscher sein.“
Bereits bei der Bundestagswahl 1965 kam die Partei auf 2,0 Prozent. Ein Jahr später gelang der NPD der Einzug in die Landesparlamente von Hessen und Bayern. 1967 zog sie in die Landtage von Bremen, Rheinland-Pfalz, Niedersachsen und Schleswig-Holstein ein. Entscheidende Gründe für die Wahlerfolge der Partei in dieser Zeit waren unter anderem, dass ab Mitte 1966 die erste wirtschaftliche Rezession nach den Jahren des so genannten Wirtschaftswunders und damit eine wirtschaftliche Krise eintrat. Außerdem regierte 1966 bis 1969 eine Große Koalition im Bund: die Gesellschaft polarisierte sich teilweise. Auf der einen Seite war die linke Außerparlamentarische Opposition aktiv, auf der anderen radikalisierten sich vormals Konservative oder traten Reaktionäre und Neonazis wieder auf. Sie waren entweder von der Union enttäuscht oder hatten den nationalliberalen Flügel der FDP unterstützt. Die FDP aber hatte sich 1968 mit dem Übergang von Mende zu Scheel zum Teil umorientiert; ihr nationalliberaler Flügel verlor an Einfluss und die Partei öffnete sich auf Bundesebene für eine sozialliberale Koalition mit der SPD.
Viele Beobachter verglichen die zeitgenössische wirtschaftliche und politische Situation mit der Weltwirtschaftskrise der 1930er-Jahre und den daraus resultierenden Wahlerfolgen der NSDAP.

### Erfolg in Baden-Württemberg und Wendepunkt bei der Bundestagswahl 1969
Am 9. Mai 1967 trat Friedrich Thielen von seinem Amt als Bundesvorsitzender zurück und aus der Partei aus. Grund waren massive Spannungen in der Führung zwischen den alten DRP-Mitgliedern (vor allem Adolf von Thadden und Otto Hess) und der Gruppe um Thielen. Anlass war die Wahl Adolf von Thaddens am 5. Februar 1967 zum niedersächsischen Landesvorsitzenden entgegen der vorherigen Absprache mit Thielen. Daraufhin schloss Thielen am 10. März 1967 Adolf von Thadden und weitere niedersächsische Funktionäre aus der Partei aus. Noch am selben Abend verfügte der Landesverband Bremen einen Parteiausschluss Thielens. Am 11. März 1967 annullierte der Parteivorstand auf seiner Sitzung alle Parteiausschlüsse und wählte Wilhelm Gutmann zum Interimsvorsitzenden. Nach mehreren Gerichtsverfahren gab Thielen auf und versuchte die DP zu reaktivieren, mit der an der Bremer Bürgerschaftswahl 1967 teilnahm, mit weniger als einem Prozent aber scheiterte, während die NPD mit fast 9 Prozent ins Bremer Parlament gewählt wurde. Thielens Nachfolger wurde Thadden aus Niedersachsen. Zeitgleich wurde ein Parteiprogramm verabschiedet, das nationalistisch und revisionistisch geprägt war.
Bei der baden-württembergischen Landtagswahl am 28. April 1968 gelang es der NPD, mit 9,8 Prozent in den Landtag einzuziehen, was für die Partei das bislang erfolgreichste Ergebnis bei einer überregionalen Wahl in der Bundesrepublik war. Die Angaben zur Mitgliederzahl jener Zeit schwanken. Bis zum Jahr 1969 stiegen die Mitgliederzahlen rasant, gingen in den darauffolgenden Jahren aber wieder zurück. Die meisten Angaben gehen von 28.000 Anhängern im Jahr 1969 aus, einige Quellen berichten von bis zu 50.000 Mitgliedern 1969. In dieser Zeit traten der Partei auch Prominente bei; darunter der Ruderer und Olympiasieger Frank Schepke und der Physiker und Raketenpionier Hermann Oberth. Der größte Teil der NPD-Wähler war damals mittelständisch geprägt; auch Juristen und Mediziner waren, im Vergleich zu anderen Parteien, überdurchschnittlich stark unter der Anhängerschaft vertreten. Zeitgenössische Umfragen zeigen, dass mehrere Positionen der Partei, wie die Ansicht, dass der Nationalsozialismus „auch seine guten Seiten“ gehabt habe und damals „wenigstens Ordnung und Sauberkeit“ geherrscht hätten, ebenfalls mehrheitlich von den Wählern der im Bundestag vertretenen Parteien geteilt wurden. Gleiches galt für die Forderung nach der Wiedereinführung der Todesstrafe, wobei die Zustimmung hierzu unter CDU- und FDP-Wählern sogar leicht höher war.
1966 hatte die Große Koalition von Union und SPD ursprünglich vereinbart, das Mehrheitswahlrecht einzuführen. Dies war eine Forderung der Union gewesen, die sich dadurch größere Wahlerfolge versprach. Für die SPD war es teilweise attraktiv, weil auf diese Weise die NPD aus den Parlamenten hätte gewählt werden können. Man ging damals allgemein davon aus, dass die Partei 1969 den Sprung in den Bundestag schaffen würde. Schließlich aber verschob der SPD-Parteitag von 1968 die Einführung eines neuen Wahlrechts auf später, da in der SPD befürchtet wurde, das Mehrheitswahlrecht werde eine strukturelle Mehrheit der Union mit sich bringen.
Die großen Parteien, Verbände, Gewerkschaften und zahlreiche private Initiativen begannen in dieser Zeit verstärkt, die NPD zu bekämpfen. Führende SPD-Politiker und Gewerkschaften versuchten seit 1967 die Bundesregierung für einen NPD-Verbotsantrag zu gewinnen, wogegen CDU und CSU jedoch eine politische Auseinandersetzung mit der Partei favorisierten. Im Frühjahr 1968 wurde bekannt, dass der Bundesminister des Innern Ernst Benda (CDU) Belastungsmaterial für einen Verbotsantrag sammeln ließ. Das von ihm in Auftrag gegebene Rechtsgutachten nannte als mögliche Verbotsgründe, dass die NPD dem Gedanken der Völkerverständigung fernstehe, Staatsrechten und staatlicher Machtausübung absoluten Vorrang vor Bürgerrechten einräume, eine Ausstattung des Bundespräsidenten mit nahezu diktatorischen Vollmachten fordere und innerhalb der Partei rassistische Gedanken in Umlauf seien. Ihr damaliges Parteiprogramm bot allerdings kaum rechtliche Angriffspunkte. So bekannte sie sich ausdrücklich zur freiheitlich-demokratischen Grundordnung, forderte aber einen direkt vom Volk gewählten Bundespräsidenten mit weitreichenden Vollmachten und die Einführung von Volksabstimmungen auf Bundesebene. Sie begründete dies mit der These, dass wirkliche Demokratie in der Bundesrepublik niemals realisiert worden sei, „da den Volksmassen die zum Regieren erforderlichen Kenntnisse, der Überblick über das politische Geschehen und auch die nötige Besonnenheit naturgemäß fehlten“, weshalb sie, in der indirekten Demokratie der Bundesrepublik, Berufsparlamentariern ausgeliefert seien, die von der Partei als volksfern angesehen würden. Daher plädierte sie für eine Mischung aus direkter Demokratie und größeren staatlichen Führungsvollmachten. Besonders viele Angriffspunkte bot das „Politische Lexikon“ der Partei, welches in weiten Teilen von dem Journalisten Dieter Vollmer verfasst worden war, da es eine an den Nationalsozialismus erinnernde Sprache verwendete und eine Vermischung der „Menschenrassen“ grundsätzlich ablehnte. Das „Rassenprinzip“ wurde darin auch, in Anlehnung an ein Zitat des britischen Staatsmannes Benjamin Disraeli, als „Schlüssel der Weltgeschichte“ bezeichnet und eine bewusste „Rassenpolitik“ gefordert. Laut einer damaligen Bewertung der CDU-nahen Konrad-Adenauer-Stiftung zeuge das Lexikon von einer „rechtsradikalen, antiparlamentarischen und antiliberalen Ideologie“, welcher, da sie „nicht nur von rechtsradikalen Gruppen vertreten“ werde, „sondern auch bei rechtskonservativen Politikern anderer Parteien“ anklinge, umso mehr durch „eine gezielte politische Öffentlichkeitsarbeit“ entgegengetreten werden müsse. Auch die Forderung der NPD nach Volksabstimmungen und der Direktwahl des Bundespräsidenten sei eine „Forderung für die Beseitigung der heutigen Stabilität der Demokratie in der Bundesrepublik“, da diese Standhaftigkeit durch Verzicht auf derartige direktdemokratische Elemente habe erzielt werden können. Außerdem warf sie der Partei vor, durch ihre Forderung nach einer Mindestrente den liberalen Charakter der gesetzlichen Rentenversicherungen zerstören und so den „Weg in ein totalitäres Versorgungssystem“ eröffnen zu wollen, da dadurch die Leistungsbezogenheit der persönlichen Rentenhöhe entwertet werde. Die Bundesregierung verzichtete jedoch auf den Verbotsantrag, weil, unter anderem, das von Benda gesammelte Belastungsmaterial nicht stichhaltig genug war, ein Verbotsverfahren vor den Wahlen 1969 sowieso nicht mehr zustande gekommen wäre und befürchtet wurde, dass die Partei durch einen gescheiterten Verbotsantrag gestärkt werden könnte.
Das Hoch in Baden-Württemberg bedeutete jedoch ebenso einen Umbruch: In den kommenden dreieinhalb Jahrzehnten gelang es der NPD nicht mehr, oberhalb der kommunalen Ebene die Fünf-Prozent-Hürde zu überspringen, so scheiterte sie beispielsweise beim erhofften Einzug in den Deutschen Bundestag im Jahr 1969 mit 4,3 Prozent nur knapp. Die Partei geriet daraufhin in Flügelkämpfe und in deren Folge in einen stetigen Abwärtsstrudel.

### Krise (1971–1991)
Auf dem Bundesparteitag 1971 in Holzminden trat der damalige Bundesvorsitzende Adolf von Thadden nicht mehr zur Wahl an und wurde durch Martin Mußgnug ersetzt, der von Thaddens nationalkonservativen Kurs fortsetzte. Von Thadden hatte die Partei als „unführbar“ bezeichnet, nachdem militante Gruppierungen deutlichen Einfluss in der Partei gewonnen hatten. Die NPD schaffte in keinen Landtag mehr den Wiedereinzug bzw. trat teilweise gar nicht erst zur Wahl an, beispielsweise 1972 in Baden-Württemberg, dem letzten Landesparlament, in dem sie noch vertreten war. Die NPD begründete ihr Vorgehen damit, dass sie eine mögliche absolute Mehrheit der CDU nicht gefährden und so erreichen wolle, dass die Ostverträge keine Mehrheit im Bundesrat erhielten. Bei der vorgezogenen Bundestagswahl 1972 erhielt die NPD nur noch 0,6 Prozent der Stimmen. 1975 klagte sie vergeblich vor dem Bundesverfassungsgericht gegen die vom Bundesministerium des Innern herausgegebene Broschüre Verfassungsschutz ’73, in der sie als Erscheinung des „organisierten Rechtsradikalismus“ bezeichnet wurde.
In der Folgezeit hatte die NPD in den 1970er- und 1980er-Jahren keinerlei innenpolitische Bedeutung mehr. Ende der 1970er stellte sich die Partei häufig überhaupt nicht mehr zur Wahl. Als sich der rechtsextreme Verein Deutsche Volksunion e. V. (DVU) des Verlegers Gerhard Frey im Jahr 1987 in eine Partei umwandelte, ging die Partei mit der DVU fortan Wahlbündnisse ein. Aufgrund einer Besonderheit im Bremer Wahlrecht gelang der DVU im Zuge dessen der Einzug in die dortige Bürgerschaft mit einem Abgeordneten. Im Gegenzug gelang der NPD allerdings lediglich bei der Landtagswahl in Baden-Württemberg von 1988 mit 2,1 Prozent noch ein nennenswertes Ergebnis. Auch geriet Mußgnug, der damalige Bundesvorsitzende, wegen seines nationalkonservativen Kurses zunehmend in die Kritik. 1990 versuchten er und andere Parteifunktionäre die NPD zugunsten der von ihnen gegründeten Deutschen Allianz, der späteren Deutschen Liga für Volk und Heimat (DLVH), schleichend aufzulösen, was jedoch misslang. Mußgnug wurde daraufhin als Parteichef abgesetzt und trat aus der Partei aus. Anschließend versuchte er die DLVH zu einem Sammelbecken für enttäuschte ehemalige Mitglieder verschiedener rechter Parteien zu machen, was allerdings ebenfalls fehlschlug.

### Weltanschauliche Radikalisierung (1991–1996)
Nach Mußgnug war Walter Bachmann ein dreiviertel Jahr lang kommissarischer Bundesvorsitzender. Am 8. August 1991 wurde der frühere stellvertretende Bundesvorsitzende Günter Deckert, der zwischenzeitlich die Partei verlassen hatte und erst kurz zuvor wieder Parteimitglied geworden war, neuer Bundesvorsitzender der NPD. Deckert unternahm eine inhaltliche und strategische Neupositionierung der Partei, indem er offen nationalsozialistische Elemente in der NPD verankerte und öffentlich den Holocaust leugnete. Daraufhin wurde er 1992 von einer großen Strafkammer des Landgerichts Mannheim wegen Volksverhetzung zu einem Jahr Haft auf Bewährung und einer Geldstrafe von 10.000 DM verurteilt, wogegen er Revision einlegte. Das Urteil wurde im März 1994 vom Bundesgerichtshof aufgehoben, weil der Tatbestand der Volksverhetzung in diesem Fall durch Holocaustleugnung noch nicht erfüllt sei. Dieser Beschluss wurde in der bundesdeutschen Öffentlichkeit als Skandal betrachtet. Vielfach wurde kritisiert, dass der Gesetzgeber es versäumt habe, Holocaustleugnung unter Strafe zu stellen. Der Bundestag erweiterte zum 1. Dezember 1994 den Straftatbestand der Volksverhetzung um den der Holocaustleugnung. Deckert wurde 1995 wegen Volksverhetzung, Beleidigung und anderer Delikte verurteilt und bis Oktober 2000 inhaftiert.
Trotz des Anfang der 1990er-Jahre aufkeimenden Rechtsextremismus und der aufkommenden Asyldebatte gelang es der NPD nicht, diese beiden Faktoren in Wahlerfolge umzumünzen, da sie die zu diesem Zeitpunkt herrschende Hegemonie aus Republikanern und DVU im rechten Spektrum nicht durchbrechen konnte. Auch die seit Ende der 1980er-Jahre praktizierte Allianz mit der DVU brachte der NPD im Gegensatz zu ihrem Bündnispartner keine Wahlerfolge; bei der Bürgerschaftswahl in Bremen von 1991, bei der die DVU mit 6,2 Prozent und sechs Abgeordneten in die dortige Bürgerschaft einzog, befanden sich allerdings unter den neu gewählten Abgeordneten insgesamt zwei NPD-Mitglieder (Karl-Heinz Vorsatz und Hans-Otto Weidenbach), die auf den dortigen DVU-Listen kandidiert hatten und Mitglied der DVU-Fraktion wurden. Während Vorsatz, der bereits von 1967 bis 1971 für die NPD in der Bürgerschaft saß, 1992 verstarb, trat Weidenbach im Laufe der Legislaturperiode zur DVU über. Etwa zur selben Zeit zerfiel das Bündnis mit der DVU, da in der NPD die persönlichen Widerstände gegen den DVU-Vorsitzenden Frey zugenommen hatten.

### Konsolidierung und Wahlerfolge in Ostdeutschland (1996–2008)
Obwohl Deckert aufgrund seiner Haftstrafe auf dem Bundesparteitag am 23. März 1996 in Bad Dürkheim nicht anwesend sein konnte, trat er dort erneut für den Posten des Bundesvorsitzenden an, unterlag jedoch mit 86:88 Stimmen Udo Voigt, der somit sein Nachfolger wurde. Auch in den Folgejahren versuchte Deckert, das Amt zurückzuerobern, Voigt konnte sich jedoch jeweils mit deutlicher Mehrheit durchsetzen.
Voigt setzte den Kurs der strategischen Neupositionierung fort und versuchte, die Verbindungen der Partei zu neonazistischen Gruppierungen zu stärken. Hierfür hob er alle Unvereinbarkeitsbeschlüsse der NPD auf. Dadurch gewannen Elemente eines „nationalen Sozialismus“ an Bedeutung, ohne dass dies jedoch im Programm Ausdruck gefunden hätte.
Es ist auch zu bemerken, dass es seitens der NPD einige Querfront-Versuche gab.
Das von Bundesregierung, Bundestag und Bundesrat 2001 angestrengte Verbotsverfahren vor dem Bundesverfassungsgericht scheiterte im Jahr 2003 aufgrund verfahrensrechtlicher Fehler. Das Verfahrenshindernis lag nach Sichtweise der Sperrminorität der Verfassungsrichter in der Durchdringung der NPD durch V-Personen des Verfassungsschutzes. Aufgrund der Tatsache, dass wesentliche die Partei belastende Zitate von Verfassungsschutzmitarbeitern stammten, die vor allem den nordrhein-westfälischen Landesverband der NPD in der Führung nahezu beherrscht hätten, wurde dieses Verfahren schließlich eingestellt. Die Verfahrenseinstellung aus den genannten formellen Gründen schloss ein späteres Verbotsverfahren allerdings nicht aus und bescheinigte der Partei auch keine Verfassungstreue.

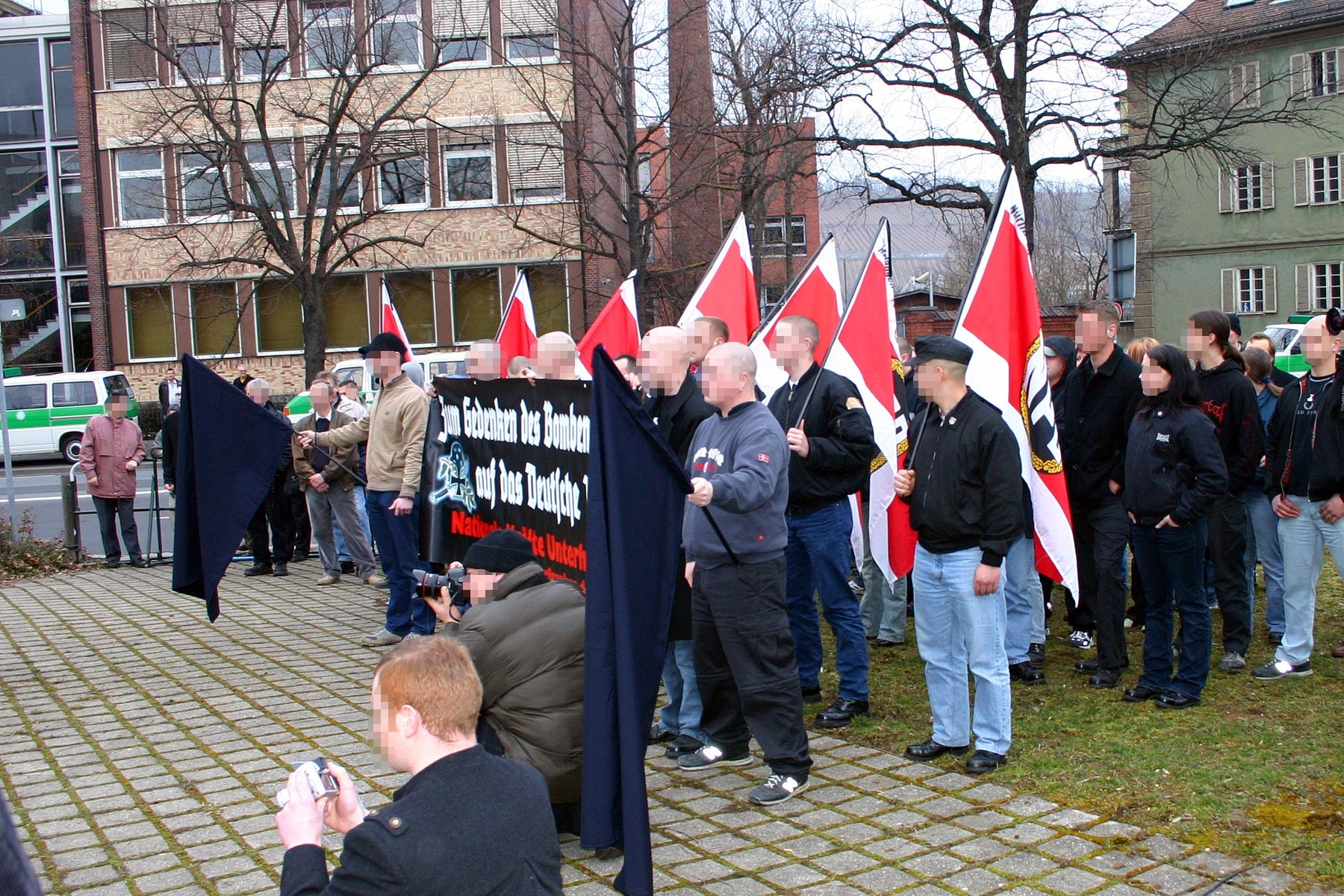
Kundgebung der NPD in Würzburg im März 2004

Im Juni 2004 erzielte die NPD bei der Europa- und bei den Kommunalwahlen in Sachsen nennenswerte Erfolge. Bei der Landtagswahl im Saarland am 5. September 2004 erreichte die NPD vier Prozent. Bei der Landtagswahl in Sachsen am 19. September 2004 konnte sie schließlich zum ersten Mal seit 1968 wieder in ein Landesparlament einziehen; sie erzielte 9,2 Prozent der Stimmen. Fraktionsvorsitzender wurde Holger Apfel. Ein Grund für den Erfolg der Partei spielte neben ihrer Opposition zu Hartz IV, dass sie als einzige rechtsextreme Partei antrat. In einer Absprache mit der DVU vereinbarten die beiden Parteien, dass bei den zeitgleich stattfindenden Landtagswahlen in Brandenburg und Sachsen die NPD nur in Sachsen und die DVU nur in Brandenburg antreten würde, um sich nicht gegenseitig Konkurrenz zu machen. Die Republikaner (REP) traten bei dieser Landtagswahl nicht an, da deren Landesvorsitzende Kerstin Lorenz entgegen der Weisung des Bundesvorstandes die notwendigen Unterlagen für eine Teilnahme an der Wahl nicht einreichte. Lorenz trat einen Tag vor der Wahl in die NPD ein.
In bestimmten Regionen von Ostsachsen, insbesondere in der Sächsischen Schweiz, erreichte die NPD in einigen kleinen Ortschaften bis zu 20 Prozent der abgegebenen Stimmen. Besonders in der Wählergruppe der 18- bis 24-jährigen männlichen Erstwähler erreichte sie einen überproportionalen Stimmenanteil.
Nach dem Einzug der NPD in den sächsischen Landtag war die Mehrheit der übrigen Abgeordneten bestrebt, die NPD-Fraktion zu isolieren. Allerdings bekam der Landtagsabgeordnete Uwe Leichsenring, den die Partei als Kandidaten zur Ministerpräsidentenwahl aufgestellt hatte, zwei Stimmen mehr, als die NPD Sitze innehatte. Auch bei der Wahl der Ausländerbeauftragten erhielt der NPD-Kandidat zwei Stimmen mehr. Vermutungen gingen dahin, dass es sich bei den Abweichlern eventuell um CDU-Abgeordnete gehandelt haben könnte, die damit ihre Ablehnung des Ministerpräsidenten Georg Milbradt demonstrieren wollten.

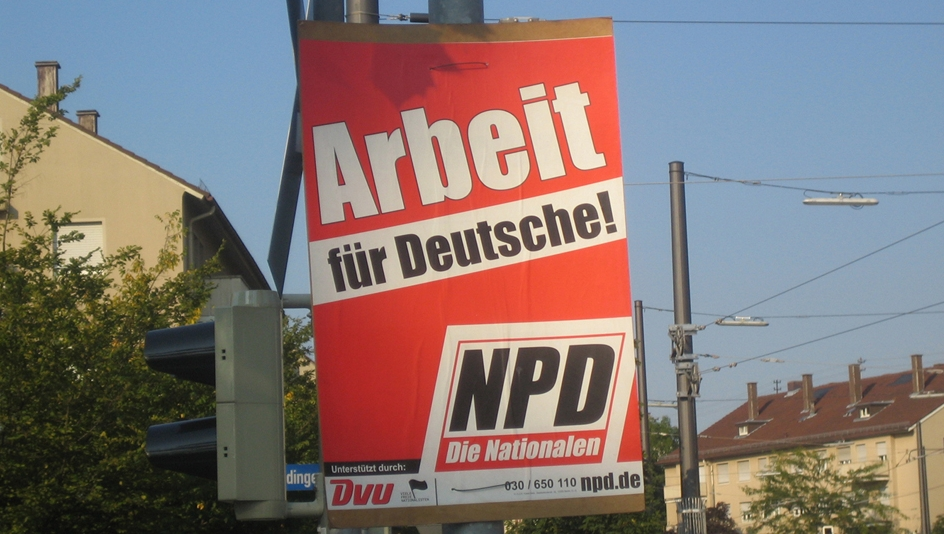
Plakat der NPD zur Bundestagswahl 2005

Im Oktober 2004 kündigten NPD und DVU im sogenannten „Deutschlandpakt“ an, bei allen künftigen Wahlen nicht mehr gegeneinander anzutreten. Sowohl NPD als auch DVU hatten einzeln an die Republikaner appelliert, mit ihnen zusammenzuarbeiten. Die Führung der Republikaner lehnte eine Zusammenarbeit mit der NPD jedoch ab, weshalb es in der Folgezeit zu etlichen Übertritten von Mitgliedern der REP zur NPD kam. So wechselte beispielsweise Anfang 2005 der Hamburger Landesvorstand der REP geschlossen zur NPD.
Bei den Landtagswahlen in Schleswig-Holstein und Nordrhein-Westfalen im Jahr 2005 trat jeweils nur die NPD an, wo sie über Ergebnisse von 1,9 Prozent (Schleswig-Holstein) bzw. 0,9 Prozent (Nordrhein-Westfalen) nicht hinauskam. Bei der Bundestagswahl 2005 bildeten NPD und DVU ein Bündnis, bei dem Kandidaten der DVU auf den Listen der NPD antraten und bei der die NPD mit 1,6 Prozent ihr bestes Bundestagswahlergebnis seit 1969 erreichte. Die Dresdner NPD-Kandidatin Kerstin Lorenz verstarb wenige Tage vor der Bundestagswahl nach einem Schlaganfall, den sie während einer Wahlkampfveranstaltung erlitten hatte. Daher musste eine Nachwahl in diesem Wahlkreis stattfinden, in dem die NPD den ehemaligen REP-Bundesvorsitzenden Schönhuber als Ersatzkandidaten nominierte, obwohl dieser kein Mitglied der Partei war.

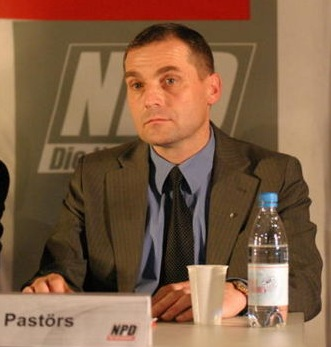
Udo Pastörs, ehemaliger Fraktionschef der damaligen NPD im Landtag von Mecklenburg-Vorpommern und Mitglied des dortigen Landesvorstands

Im September 2006 erzielte die NPD bei der Landtagswahl in Mecklenburg-Vorpommern 7,3 Prozent der Stimmen und konnte somit in ein weiteres Landesparlament einziehen. Den Vorsitz der Landtagsfraktion übernahm Udo Pastörs.
Die NPD hatte 2007 etwa 7.200 Parteimitglieder und galt damit als mitgliederstärkste Gruppierung am rechten Rand.
Das Verwaltungsgericht Berlin wies im Mai 2008 nach Unregelmäßigkeiten in der Parteienfinanzierung eine Klage der Partei zurück und bestätigte die Rückzahlung einer Geldsumme von knapp 870.000 Euro an die Bundestagsverwaltung, die sie Ende der 1990er Jahre als staatliche Parteienfinanzierung erhalten hatte.
Die NPD schloss zu ihrem Bundesparteitag Ende Mai 2008 in Bamberg mehrere Journalisten der ARD aus, da sie ihrer Meinung nach „antidemokratischen Phantasien der BRD-Obrigkeit“ anhingen. Unabhängige Beobachter erwarteten zudem heftige Kontroversen aufgrund der Misserfolge bei Wahlen in den westlichen Bundesländern, der ungeklärten Parteifinanzierung, in der Gewaltfrage und über den Fortbestand des „Deutschlandpaktes“. Ebenso gab es Auseinandersetzungen über das Verhältnis zu parteinahen Organisationen wie den „Autonomen Nationalisten“. Voigt wurde mit 199 Stimmen im Amt als Vorsitzender bestätigt.
Ein Mordversuch auf den Leiter der Polizei von Passau Alois Mannichl vor seinem Haus in Fürstenzell löste im Dezember 2008 eine erneute Debatte über das Verbot der NPD aus. Grund dafür war eine vom Opfer bezeugte Aussage des Täters während des Angriffes, die sich auf das Begräbnis des NPD-Mitglieds Friedhelm Busse bezogen habe, bei der Thomas Wulff eine Reichskriegsflagge mit Hakenkreuz auf seinem Sarg enthüllt hatte. Mannichl ließ das Grab wieder öffnen und die Fahne beschlagnahmen. Da auch mehrere hohe NPD-Funktionäre anwesend waren, wurde der Täter im Umfeld der Partei vermutet. Schon bald wurden bei den Ermittlungen aber auch andere mögliche Täterkreise berücksichtigt, da es keine weiteren Hinweise auf eine rechtsextremistisch motivierte Tat gab.

### Finanzierungslücke und erneute Verbotsklage (2009–2017)
Im April 2009 verhängte die Bundestagsverwaltung aufgrund gravierender Mängel im Rechenschaftsbericht für das Jahr 2007 gegen die NPD eine Strafzahlung in Höhe von 1,7 Millionen Euro. Udo Pastörs, damaliger NPD-Fraktionsvorsitzender im Landtag von Mecklenburg-Vorpommern, sprach im Zusammenhang mit den finanziellen Problemen der Partei von einer „Existenzkrise“. Einen Tag nach Bekanntgabe der Millionenstrafe reichte der Schatzmeister der NPD eine Selbstanzeige ein. Auch im Jahr 2006 gab es danach Unregelmäßigkeiten in der Bilanz der NPD in Höhe von 900.000 Euro.
Im Mai 2009 legten Innenminister und Innensenatoren einiger Bundesländer eine Dokumentation über die NPD und deren Aktivitäten vor, die (nach Angaben dieser Innenminister) ohne Einsatz von V-Männern erstellt wurde. Diese Dokumentation sollte eine erneute Klage auf Verfassungswidrigkeit und Verbot der Partei vorbereiten. Die Gegnerschaft der NPD und ihrer Anhänger zu den wesentlichen Verfassungsprinzipien sei nicht bloß Bestandteil eines theoretisch abstrakten Meinungsstreites, sondern finde ihren Ausdruck in der aktiven Bekämpfung der Verfassungsordnung, hieß es in der Dokumentation. „Die NPD verfolge ihre Ziele in einer Weise, die über eine originäre Rolle als Wahlpartei in einem demokratischen Repräsentativsystem weit hinaus reiche. Es gehe ihr nicht um Reformen, wie sie für das politische Leben üblich und notwendig seien, sondern sie verfolge planvoll und kontinuierlich die Beseitigung der freiheitlichen demokratischen Grundordnung. Dies betreffe insbesondere ihr Verhältnis zur Gewalt.“
Bei den Europawahlen 2009 verzichtete die NPD gemäß den Absprachen des Deutschlandpakts zugunsten der DVU auf die Teilnahme an der Wahl. Nach dem Ergebnis von 0,4 % kündigte die NPD allerdings das Bündnis auf und entgegen der vorherigen Absprachen an, bei den Landtagswahlen in Thüringen und Brandenburg anzutreten. Bei den Landtagswahlen am 30. August 2009 musste die damalige NPD Sachsen Stimmenverluste hinnehmen, übersprang aber erneut die für den Einzug in den Landtag erforderliche Fünf-Prozent-Hürde. Damit gelang der Partei erstmals seit ihrer Gründung der Wiedereinzug in einen Landtag. In Thüringen scheiterte die Partei trotz deutlicher Stimmgewinne an der 5-Prozent-Hürde. Während des Wahlkampfes führte die Partei eine Kampagne durch, welche auch gegen einzelne Personen gerichtet war, etwa in Thüringen gegen den CDU-Politiker Zeca Schall und in Sachsen gegen den SPD-Landtagskandidaten Henning Homann. Ebenso scheiterte die NPD am 27. September 2009 bei den Landtagswahlen in Brandenburg an der 5-Prozent-Hürde. Bei der zeitgleich stattfindenden Bundestagswahl erzielte die Partei 1,5 %.
Die Absicht des Bundesvorsitzenden Udo Voigt, der Partei durch ein neues Programm ein moderneres Image zu geben, war beim Bundesparteitag 2010 in Bamberg stark umstritten. Insbesondere präsentierten der Landesverband Mecklenburg-Vorpommern unter Udo Pastörs und der Kreisverband Eichsfeld unter Thorsten Heise und Thomas Wulff eigene Programmentwürfe, die sich gegen den des Bundesvorstands richteten und einen radikalen und militanten Kurs der Partei forderten.
Im November bzw. Dezember 2010 beschlossen Parteitage der NPD und der DVU die Fusion der Parteien, bei der Mitgliederbefragung der NPD befürworteten 95,2 %, bei der Mitgliederbefragung der DVU rund 87,5 % der teilnehmenden Mitglieder den Zusammenschluss. Am 29. Dezember 2010 unterzeichneten die beiden Parteivorsitzenden Voigt und Faust den Verschmelzungsvertrag. Die zum 1. Januar 2011 fusionierte Partei trug den Namen Nationaldemokratische Partei Deutschlands – Die Volksunion (NPD – Die Volksunion). Die Fusion wurde vom Landgericht München I im Januar 2011 als rechtlich unwirksam gestoppt. Es gab dem Antrag von vier Landesverbänden der DVU auf eine einstweilige Verfügung statt, da es bei der Urabstimmung in der DVU erhebliche Mängel gegeben hatte. Die vier Landesverbände zogen ihre Klage am 26. Mai 2012 zurück und erklärten die DVU für nicht mehr existent. Die Funktionäre riefen teilweise zu der Unterstützung der Pro-Bewegung auf, eine Gruppe um Christian Worch gründete die Nachfolgepartei Die Rechte. Im August 2012 stellte das Verwaltungsgericht Berlin fest, dass die NPD nicht Rechtsnachfolgerin der DVU ist.
Bei der Landtagswahl in Sachsen-Anhalt im März 2011 scheiterte die rechtsextreme Partei mit 4,6 % der Stimmen trotz Zugewinnen knapp an der 5-Prozent-Hürde. Die Partei hatte zuvor zahlreiche Ressourcen konzentriert, der Landesvorsitzenden Matthias Heyder hatte die Wahl als „Schicksalswahl für die gesamte nationale Bewegung in Deutschland“ bezeichnet.
2012 ergab eine Recherche des ARD-Politikmagazins Report Mainz, dass während der zehn Jahre zuvor rund 110 NPD-Funktionäre und Mandatsträger an die 120 Straftaten begangen hatten oder solcher beschuldigt worden waren. Rund 35 gehörten einem Landes- oder dem Bundesvorstand an. Ausgewertet wurden Ermittlungsverfahren, Strafbefehle und Urteile. Unter den Straftaten befanden sich Körperverletzung, Freiheitsberaubung, illegaler Waffen- und Sprengstoffbesitz sowie Raub und Erpressung. Nicht mitgezählt wurden dabei Propagandadelikte. Laut dem Staatsrechtler Jörn Ipsen sprechen besonders die von Funktionären begangenen Gewaltdelikte dafür, dass „diese […] zu einem großen Teil der Partei zuzurechnen“ seien.
Im Februar 2013 stellte der Deutsche Bundestag seine Zahlungen im Rahmen der staatlichen Parteienfinanzierung an die NPD ein. Eine Sprecherin des Bundestages begründete diesen Schritt damit, dass die Partei eine Strafe in Höhe von 1,27 Millionen Euro, zu der sie das Bundesverwaltungsgericht aufgrund falscher Angaben im Rechenschaftsbericht verurteilt hatte, nicht beglichen habe. Auch die Landesparlamente wurden seitens des Bundestages dazu aufgefordert, ihre Zahlungen zurückzuhalten. Im Mai 2013 entschied das von der Partei angerufene Bundesverfassungsgericht, dass bis zu einer Entscheidung im Hauptsacheverfahren zumindest die beiden bis zur Bundestagswahl im September 2013 anstehenden Abschlagszahlungen nicht mit den Rückforderungen verrechnet werden dürften, da ansonsten die Chancen der Partei bei den Bundestagswahlen „unzulässig geschmälert“ würden. Somit bekam die NPD vorläufig weiterhin die staatliche Parteienunterstützung.
Beim kurzfristig anberaumten Bundesparteitag 2013 in Weinheim-Sulzbach (der Beginn am 20. April, Adolf Hitlers Geburtsdatum, sei laut Partei „Zufall“ gewesen, da ein zwei Wochen früher an einem anderen Ort geplanter Termin abgesagt werden musste), der fast völlig abgeschirmt von der Öffentlichkeit stattfand, wurde Apfel gegen den Gegenkandidaten Uwe Meenen mit 122 von 172 abgegebenen Stimmen erneut zum Parteivorsitzenden gewählt.
Im Vorfeld der hessischen Landtagswahl 2013 und der Bundestagswahl 2013 wurden in Kommunen wie Hanau und Bad Hersfeld Wahlplakate der NPD nach Verstreichen einer gesetzten Frist von den Stadtverwaltungen entfernt. Aufschriften wie „Maria statt Scharia“ oder „Geld für die Oma, statt für Sinti und Roma“ verstießen nach Auffassung der Gemeinden gegen die öffentliche Sicherheit und Ordnung bzw. erfüllten den Tatbestand der Volksverhetzung. Nachdem die Partei dagegen geklagt hatte, wurden teilweise Kommunen gerichtlich dazu verpflichtet, die Plakate wieder aufzuhängen, da es, so das Verwaltungsgericht Kassel, auch denkbare Interpretationsmöglichkeiten gebe, die „nicht strafbar“ seien. Auch die Vereinnahmung des erzgebirgischen Heimatdichters Anton Günther seitens der sächsischen NPD im Wahlkampf zur Bundestagswahl 2013 wurde von Biographen, Angehörigen des Dichters und dem Erzgebirgsverein kritisiert. Zudem forderten Helene Fischers Anwälte per Unterlassungsklage die Thüringer NPD auf, den Song „Atemlos“ nicht mehr im Wahlkampf zur Landtagswahl in Thüringen 2014 zu benutzen. Ebenso erwirkte die Band Wir sind Helden eine einstweilige Verfügung gegen die Verwendung eines ihrer Lieder durch die NPD im thüringischen Landtagswahlkampf, aus demselben Grund beauftragte auch die Kölner Band Höhner ihren Anwalt, gerichtlich gegen die Partei vorzugehen. Manuela Schwesig äußerte sich in einem Interview zum Thüringer Landtagswahlkampf folgendermaßen: „Ziel Nummer eins muss sein, dass die NPD nicht in den Landtag kommt.“ Eine Klage der Partei vor dem Verfassungsgericht gegen Schwesig wegen Verletzung der parteipolitischen Neutralitätspflicht scheiterte. Zur Landtagswahl in Sachsen 2014 wandte sich die Partei in der Lausitz erstmals auch direkt an die Sorben, indem sie den sorbischsprachigen Slogan Domiznu škitać! („Heimat schützen!“) und als Bildmotiv ein für den religiösen Brauch des Osterreitens geschmücktes Pferd in ihrer Wahlwerbung verwendete.
Ende Dezember 2013 wurde bekannt, dass aufgrund der anhaltenden Finanznot der Partei alle hauptamtlichen Mitarbeiter der Berliner Parteizentrale ihre Kündigung erhalten hätten, da die NPD für eine Auszahlung der Gehälter nicht mehr garantieren könne. Bei einer Krisensitzung in Frankfurt wurde ebenfalls beschlossen, dass nach dem Rücktritt des Parteivorsitzenden Holger Apfel Udo Pastörs den Vorsitz zunächst kommissarisch übernehmen soll. Ein neuer Bundesvorsitzender solle erst im Spätsommer 2014 offiziell bestimmt werden. Tatsächlich wurde jedoch bereits am 10. Januar 2014 Udo Pastörs vom damaligen NPD-Vorstand in Dresden zum neuen Vorsitzenden gewählt.
Im Juni 2014 berichtete NDR Info, dass die Partei die gesamte (auch nicht-hauptamtliche) Belegschaft ihrer Berliner Parteizentrale entlassen hat, da ein seinerzeit als Sicherheit für ein Darlehen Jürgen Riegers an diesen ausgestellter und mittlerweile nach Tilgung des Darlehens zurückerhaltener Grundschuldbrief nicht mehr auffindbar sei. Als Sicherheit für noch ausstehende Forderungen hätte dieser Brief der Bundestagsverwaltung angeboten werden können, um einen Teil der Parteienfinanzierung zu erhalten.
Bei der Landtagswahl in Sachsen 2014 schied die Partei aus dem Landtag aus, nachdem sie durch leichte Stimmenverluste mit 4,9 Prozent unter die Fünf-Prozent-Hürde gefallen war, es hatten weniger als 900 Stimmen gefehlt. Unter anderem wanderten 13.000 Wähler zur neu gegründeten und nun konkurrierenden AfD ab.
Auf dem Bundesparteitag in Weinheim wurde am 1. November 2014 Frank Franz zum neuen Parteivorsitzenden gewählt. Er setzte sich dabei gegen den saarländischen Landeschef Peter Marx sowie Sigrid Schüßler aus Bayern durch.
Bei der Landtagswahl in Mecklenburg-Vorpommern 2016 verlor die Partei gut die Hälfte ihrer Stimmen von 2011 und kam nur noch auf 3,0 Prozent, womit sie nach Sachsen 2014 aus dem anderen Landtag ausschied, in dem sie vertreten war. Etwa 22.000 Stimmen gingen dabei an die AfD. Im Vorfeld hatte die Partei zudem zugunsten der AfD auf die Aufstellung eigener Direktkandidaten verzichtet.
Ein zweites, von den Bundesländern angestrengtes Verbotsverfahren gegen die Partei wurde vom Bundesverfassungsgericht am 17. Januar 2017 als unbegründet zurückgewiesen, da die Partei zwar verfassungsfeindlich sei, jedoch aktuell keine Bedrohung für die freiheitlich demokratische Grundordnung darstelle. Beim Bundesparteitag 2017 in Saarbrücken wurde am 11. März der vorherige Parteivorsitzende Frank Franz in einer Kampfabstimmung gegen den eine radikalere Linie vertretenden Thorsten Heise mit deutlicher Mehrheit wiedergewählt.
Im Bundestagswahlkampf 2017 verwendete die Partei auf einem ihrer Wahlplakate ein Abbild des Reformators Martin Luther mit der Aufschrift „Ich würde NPD wählen. Ich könnte nicht anders.“, was auf heftige Kritik stieß. Die Stiftung Luthergedenkstätten in Sachsen-Anhalt kündigte daraufhin eine Klage auf Unterlassung wegen Urheberrechtsverletzung am Bild an und schickte auch eine außergerichtliche Aufforderung auf Unterlassung an die Partei. Sowohl die Aufforderung als auch die Klageankündigung blieben jedoch folgenlos, und die Partei setzte das Bild zur Europawahl 2019 erneut zu Wahlkampfzwecken ein.

### Entwicklung 2018 bis 2023
Anfang 2018 initiierte der NPD-Vize und Thüringer Landesvorsitzende Thorsten Heise die Kampagne „Völkischer Flügel“, bei der es sich laut Eigendefinition um ein „nationalistisch und völkisch orientiertes Bündnis innerhalb der NPD“ handelt, „welches auch eine parteiübergreifende Zusammenarbeit mit anderen, gleichgesinnten Organisationen und Personen anstrebt.“ In der am 30. Januar (dem Jahrestag der nationalsozialistischen „Machtergreifung“) veröffentlichten Proklamation ist es das Ziel, die NPD als Partei „der ethnischen Deutschen“ am „lebensrichtigen Menschenbild“ auszurichten. Laut Frankfurter Rundschau waren mögliche Adressaten die freie Kameradschaftsszene sowie neonazistische Parteien wie Der III. Weg oder Die Rechte. Man wolle die Partei „zu einer wirklichen Weltanschauungsorganisation und Bewegung […] gestalten, anstatt sie weiter […] systemaffinen Politikjongleuren zu überlassen.“ Das Ziel sei, die Partei zu einem Sammelbecken radikaler Kräfte zu machen, die „an langfristigen, möglichst zeitlosen und existenziellen Kampagnen und Themen im Überlebenskampf unseres Volkes“ arbeiten. Laut Meinung von Beobachtern wird damit eine weitere Radikalisierung angestrebt, womit sich die Erstunterzeichner (neben Heise zwei weitere Vorstandsmitglieder sowie sechs Vorsitzende westdeutscher Landesverbände) im internen Machtkampf von der Linie des Bundesvorstands abgrenzen wollen.
Im Juli 2018 rief die NPD in den Sozialen Netzwerken und auf einer Website bundesweit zur Bildung von Bürgerwehren auf. Ein vom Berliner Landesvorsitzenden Andreas Käfer auf Facebook veröffentlichtes Bild zeigte eine NPD-Bürgerwehr in Berlin. Der dazugehörige Slogan lautet „Schutzzonen schaffen“, als Abkürzung laut taz nicht zufällig SS. Die Zeitung wertet diese Aktion als Versuch „einer durch die AfD überflüssig gemachten NPD“, Aufmerksamkeit zurückzugewinnen. Bereits im Juni hatte ein YouTube-Video des Heimat-Presseorgans Deutsche Stimme Parteimitglieder auf Streife in einer Berliner S-Bahn gezeigt. Das Konzept, das die antirassistische Aktion Noteingang kopiert, sieht auch Einrichtungen vor, die Deutschen Zuflucht gewähren sollen vor vermeintlicher „importierter Kriminalität“ seitens Migranten, vor der der Staat laut NPD nicht schützen könne oder wolle. Die Berliner Polizei konnte in dem Video keine strafbaren Handlungen erkennen, betonte jedoch, bürgerwehrartige Strukturen strikt abzulehnen. Auch die S-Bahn Berlin distanzierte sich von dem Video und bekräftigte, dass die DB Sicherheit wie auch die Bundespolizei derartigen Hinweisen nachgehen würden. Überdies sei das Video, da ohne Drehgenehmigung entstanden, ein Verstoß gegen die Hausordnung.
Im November 2018 fand im hessischen Büdingen (wo die NPD 2016 bei den hessischen Kommunalwahlen zehn Prozent erreicht hatte – die AfD war dort nicht angetreten) der NPD-Bundesparteitag statt. Der Vorsitzende Franz gab bekannt, dass man in Westdeutschland nur noch bei Kommunalwahlen antreten wolle. Man werde sich stärker als „Weltanschauungspartei“ profilieren. Rund 300 Menschen demonstrierten gegen die Veranstaltung. Die Stadt hatte versucht, der Partei die Halle zu verweigern, und war vor Gericht gescheitert.
Nachdem das Verwaltungsgericht Mainz und das Oberverwaltungsgericht Koblenz dem ZDF, das einen Europawahlwerbespot der NPD abgelehnt hatte, Recht gegeben hatten, entschied auch das Bundesverfassungsgericht Ende April 2019 nach einem Eilantrag der Partei zugunsten des Senders. In dem Spot wurde behauptet, Deutsche würden seit 2015 „und der seither unkontrollierten Massenzuwanderung fast täglich zu Opfern ausländischer Messermänner“. Daher gelte es „zu handeln, um Schutzzonen für unsere Sicherheit zu schaffen“. Bereits das Koblenzer Oberverwaltungsgericht hatte festgestellt, der Beitrag mache „in Deutschland lebende Ausländer in einer Weise bösartig verächtlich, die ihre Menschenwürde angreift und geeignet ist, den öffentlichen Frieden zu stören“. Auch das Verwaltungsgericht Berlin lehnte Anfang Mai 2019 eine Klage der Partei ab, nachdem auch der RBB, der bei der Wahlwerbung für die Europawahlen im Auftrag der ARD handelt, die Ausstrahlung eines Wahlwerbespots verweigert hatte. In der Gerichtsbegründung hieß es, die NPD greife die Migranten und damit einen Teil der Bevölkerung an, „indem sie die Betroffenen aus verwerflichen Beweggründen als der Achtung der Bürger unwert und unwürdig hinstellt“. Diese Wahlwerbung unterstelle Migranten pauschal sozial unerträgliche Verhaltensweisen und Eigenschaften. Anders als das ZDF wurde der RBB allerdings vom Bundesverfassungsgericht verpflichtet, den Spot auszustrahlen. Im Unterschied zu der dem ZDF vorliegenden ersten Fassung wurde in der überarbeiteten Version der Begriff ausländische[r] Messermänner weggelassen und es wurde kein Blut mehr gezeigt. Das Gericht befand nun, hier würden als Bedrohungen lediglich die Grenzöffnung und die behauptete Massenzuwanderung genannt, was aber noch keinen Angriff auf die Menschenwürde darstelle.
Anfang Dezember 2019 wurden Überlegungen seitens der NPD bekannt, den Parteinamen zu ändern. Eine Entscheidung darüber sollte am 31. März 2020 beim Bundesparteitag gefällt werden.
In einem im März 2020 auf der Homepage der Bundespartei veröffentlichten Text „Corona beweist: Globalisierung ist brandgefährlich!“ wurde eine nationale Wirtschaft als Gegenkonzept propagiert.
Im November 2020 trat der Berliner Abgeordnete Kay Nerstheimer, der im Januar 2020 aus der AfD ausgeschlossen worden war, in die NPD ein. Dadurch war diese bis ins Jahr 2021 erneut in einem Landtag vertreten.
Im Juli 2019 reichten Bundestag, Bundesrat und Bundesregierung beim Bundesverfassungsgericht einen Antrag auf Ausschluss der NPD von der staatlichen Parteienfinanzierung ein. Aufgrund des weiterhin laufenden Verfahrens erhielt die Partei im Jahr 2020 dennoch etwa 350.000 Euro, für 2021 waren pro Quartal 87.000 Euro veranschlagt.
Bei den Landtagswahlen in Sachsen-Anhalt und Mecklenburg-Vorpommern 2021 sank der Anteil der Partei jeweils auf unter ein Prozent, so dass sie erstmals nach über 20 Jahren keinen Anspruch auf staatliche Parteienfinanzierung mehr hatte.
Nach dem russischen Überfall auf die Ukraine Ende Februar 2022 hieß es in einem Präsidiumsbeschluss der Partei, dass die „Kriegshetze der NATO […] es nun geschafft“ habe, „dass die Brudervölker Russen und Ukrainer aufeinander schießen“. Verantwortlich seien die USA, welche die „berechtigten Sicherheitsinteressen“ Russlands nicht anerkannt hätten. Die Partei forderte, dass US-amerikanische Truppen Europa „sofortig“ zu verlassen hätten. Der Parteivorsitzende Frank Franz nannte in einem Interview mit dem neonazistischen Sender FSN-TV Anfang März 2022 Russland ein „autoritäres Bollwerk gegen den dekadenten Westen“.

Parteilogo bis Ende 2010

Parteilogo, 2013–2023

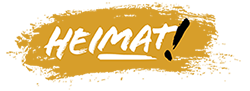
Parteilogo, seit 2023

Aufgrund beständig sinkender Bedeutung, fallender Mitgliederzahlen und finanziell desolater Lage erwog die Parteispitze erneut eine Umbenennung der Partei. Der Parteitag am 14. und 15. Mai 2022 in Altenstadt stimmte dagegen.
Anfang 2023 trat der Dortmunder Kreisverband der Partei Die Rechte als „Heimat Dortmund“ der NPD bei.
Zur Gemeinderatswahl in Neumünster am 14. Mai 2023 trat die Partei erstmals als Liste „Heimat Neumünster“ an und erreichte 5,6 Prozent der abgegebenen Stimmen.
Beim Parteitag in Riesa stimmten am 3. Juni 2023 laut Eigenangabe der Partei 77 Prozent der Mitglieder für eine Umbenennung. Mit sofortiger Wirkung wurde die Nationaldemokratische Partei Deutschlands in Die Heimat umbenannt. Im selben Monat verkündeten die Landesverbände Hamburg und Saarland ihr Ausscheiden aus der Partei „Die Heimat“. Nach eigener Aussage wollen sie eine Grundlage schaffen, um „zukünftig als NPD auch bundesweit wieder eine entscheidende Rolle zu spielen“.

### Entwicklung nach der Umbenennung
Am 23. Januar 2024 schloss das Bundesverfassungsgericht Die Heimat für sechs Jahre von der Parteienfinanzierung aus, da sie sich weiterhin gegen die Grundprinzipien, die für den freiheitlichen demokratischen Verfassungsstaat unverzichtbar sind, wende und auf deren Beseitigung ausgerichtet sei.
Am 24. Juni 2024 wurde bekannt, dass in der brandenburgischen Stadt Lauchhammer und im Landkreis Oberspreewald-Lausitz zwei Fraktionen aus Mitgliedern der AfD und der Partei Die Heimat gegründet wurden. In Lauchhammer soll die gemeinsame Fraktion unter dem Namen „AfDplus“ in der Stadtverordnetenversammlung vertreten sein, während im Kreistag von Oberspreewald-Lausitz die Fraktion „Heimat & Zukunft“ gebildet wurde. Thomas Gürtler von Die Heimat übernahm in beiden Gremien eine führende Rolle. Laut einer Pressemitteilung der „Heimat“ ist die Gründung der Fraktionen durch Äußerungen des AfD-Vorsitzenden Tino Chrupalla unterstützt worden, der betont hatte, dass es auf kommunaler Ebene keine „Brandmauern“ zu anderen Parteien geben werde. Nach Bekanntwerden des möglichen Zusammenschlusses erklärte der Brandenburger AfD-Landesvorstand, gegen die drei mitwirkenden AfD-Mitglieder mit Parteiausschlussverfahren vorzugehen und die Nutzung des Namens „AfD“ für die Fraktion zu untersagen.
Am 23. November 2024 wurde Peter Schreiber auf einem Parteitag zum neuen Vorsitzenden der Heimat gewählt. Ebenso wurden Udo Voigt und Thorsten Heise als stellvertretende Vorsitzende bestätigt. Sebastian Schmidtke wurde von dem Rechtsrocker Philipp Neumann als dritter stellvertretender Vorsitzender abgelöst.
Die Zusammenarbeit der Partei Die Heimat mit der rechtsextremen Regionalpartei Freie Sachsen intensivierte sich erheblich. Zudem kam es zu Aufnahmen zahlreicher Neonazis aus der Partei Die Rechte, was einen weiterhin engen Kontakt ins neonazistische Spektrum belegt. Der nordrhein-westfälische „Heimat“-Landesvorsitzende veröffentlichte nach dem Terrorangriff der Hamas auf Israel ein Video, in dem er sich gegen eine Solidarisierung mit Israel verwahrte und weiter äußerte, er weigere sich, „Freiheitskämpfer als Terroristen zu bezeichnen“.

### Abspaltung als NPD
Im Juni 2023 erklärte der Hamburger Landesverband unter Lennart Schwarzbach das Ausscheiden aus der Partei Die Heimat. Kurz darauf folgte der saarländische Landesverband. Im März 2024 wurde eine neue Partei unter dem Namen Nationaldemokratische Partei Deutschlands im Parteienverzeichnis des Bundeswahlleiters eingetragen. Vorsitzender ist Schwarzbach. Es bildete sich zudem ein Landesverband Baden-Württemberg dieser neuen NPD. Die Partei trat erstmals bei der Bürgerschaftswahl in Hamburg 2025 an. An der vorgezogenen Bundestagswahl 2025 nahmen hingegen weder die Partei Heimat noch die neugegründete NPD teil.

## Politische Tätigkeit

### Parlamentarische Aktivitäten
Die NPD war auf Landesebene zwischen Ende der 1960er- und Anfang der 1970er-Jahre in bis zu sieben Landesparlamenten der Bundesrepublik Deutschland vertreten. 2004 wurde sie in den sächsischen Landtag gewählt. Sie befand sich dabei stets in der Opposition, da sie keine eigene Mehrheit aufbringen konnte und keine andere Partei eine Koalition mit ihr eingehen wollte. Die Heimat war daher noch auf keiner politischen Ebene (vergleiche Politisches System der Bundesrepublik Deutschland) an einer Regierung beteiligt.

#### In der Landtagsfraktion Mecklenburg-Vorpommern
Zwischen 2006 und 2016 war die NPD im Landtag von Mecklenburg-Vorpommern vertreten. Nach dem Ergebnis von 6,0 % bei der Landtagswahl vom 4. September 2011 stellte sie im Landtag eine Fraktion von fünf Abgeordneten. Dieser Fraktion standen jährlich Fraktionsmittel von zusammen 600.000 Euro zu.
Im Rahmen der Demonstrationen um den G8-Gipfel in Heiligendamm 2007 gab es Hinweise darauf, dass die NPD-Landtagsfraktion als Anmelderin von Versammlungen aktiv war. In zwei Fällen wurde sie vom Oberverwaltungsgericht als Antragstellerin hinsichtlich der betreffenden Demonstrationen und des damit verbundenen Rechtsstreits angesehen. Daraufhin erhob der Fraktionsvorsitzende der SPD in einer Landtagssitzung im Juni 2007 den Vorwurf, die NPD-Fraktion habe in dieser Angelegenheit Fraktionsmittel unzulässig verwendet und gleichzeitig gemeinsam mit der Partei illegale Parteienfinanzierung betrieben. Die NPD-Fraktion bestritt diesen Vorwurf. Die zuständige Präsidentin des Landtags von Mecklenburg-Vorpommern übergab die gesammelten Unterlagen über mögliche Verstöße der NPD-Fraktion gegen das Parteiengesetz am 18. Juni 2007 in Düsseldorf dem für Angelegenheiten der Parteifinanzierung zuständigen Bundestagspräsidenten zusammen mit einer Prüfungsbitte. Am 4. September 2007 erklärte der Bundestagspräsident, dass es vorerst keine Ermittlungen gegen die NPD wegen illegaler Parteifinanzierung gebe, da es seitens des Rechnungshofs des Saarlandes noch keine Hinweise auf zweckwidrigen Einsatz von Fraktionsmitteln gebe.

#### Kommunale Ebene
Heute ist Die Heimat in den Kommunalparlamenten der meisten Länder vertreten. Ein Schwerpunkt liegt in Sachsen, wo sie, noch als NPD, nach den Kommunalwahlen 2008 in allen Kreistagen und mehreren Gemeinderäten (v. a. in der Sächsischen Schweiz) Mandate innehatte. Seit den Wahlantritten der AfD gingen viele dieser Mandate wieder verloren oder die NPD kandidierte nicht mehr, punktuell auch zugunsten der Partei Der III. Weg. Bei den Kommunalwahlen in Nordrhein-Westfalen 2020 verlor die NPD alle kommunalen Mandate mit Ausnahme eines Stadtratsmandates in Hückelhoven. In Schleswig-Holstein hält Die Heimat lediglich in Neumünster, der viertgrößten Stadt des Landes, Mandate. Hier konnte die Tarnliste Heimat Neumünster, die anstelle der Partei antrat, bei der Kommunalwahl 2023 drei Mandate erzielen (gegenüber zwei für die NPD 2018).

### Außerparlamentarische Aktivitäten
Auf dem Bundesparteitag von 1996 wurde ein so genanntes „Drei-Säulen-Konzept“ beschlossen, das den „Kampf um die Straße“, den „Kampf um die Parlamente“ und den „Kampf um die Köpfe“ beinhaltet. So ist Die Heimat aufgrund dieser Strategie auch auf außerparlamentarischer Ebene sehr aktiv und initiiert zum Beispiel sehr oft Demonstrationen und andere außerparlamentarische Aktivitäten. Nicht selten zogen und ziehen diese Unternehmungen Medienberichte über gewaltbereite Heimat-Mitglieder nach sich.
Ein praktisches Beispiel, wie für die Partei die Verknüpfung des „Kampfes um die Straße“ mit dem „Kampf um die Parlamente“ aussieht, gab es zu den Kommunalwahlen in Brandenburg im Jahr 2008. Hier trat Alexander Bode, der Haupttäter der Hetzjagd in Guben, bei der 1999 ein 28-Jähriger zu Tode kam, sowohl für die Wahl zur Gubener Stadtverordnetenversammlung als auch für den Kreistag im Landkreis Spree-Neiße für die NPD an.
Im August 2009 berichtete das ARD-Magazin Fakt, die NPD fordere ihre Mitglieder auf, verstärkt für das Schöffenamt zu kandidieren und so Einfluss auf die Rechtsprechung zu nehmen, um zum Beispiel ein höheres Strafmaß für Ausländer durchzusetzen. Laut dem Bericht sei es der Partei dabei gelungen, eine Kreistagskandidatin im Amtsgericht Riesa als Schöffin unterzubringen.
Der 2005 gegründete Verein Bildungswerk für Heimat und nationale Identität dient als parteinahe Stiftung für den sächsischen Landesverband der Partei.
Die Heimat ist Mitglied der Allianz für Frieden und Freiheit und unterhält Kontakte zu anderen radikalen bzw. extremistischen Parteien. Davon sind aber nur wenige bei Wahlen erfolgreich. Nur die ungarische Jobbik und die griechische Chrysi Avgi sind oder waren in nationalen Parlamenten vertreten. Bis zur Annexion der Krim 2014 pflegte die NPD Kontakte mit ukrainischen Nationalisten wie der UNA-UNSO oder der Swoboda-Partei, die jedoch inzwischen als angespannt gelten. Seitdem bemüht sich Die Heimat um ein gutes Verhältnis zu Russland.
Seit November 2020 betreibt Die Heimat den YouTube-Kanal avosTV.

## Gegeninitiativen und Kritik

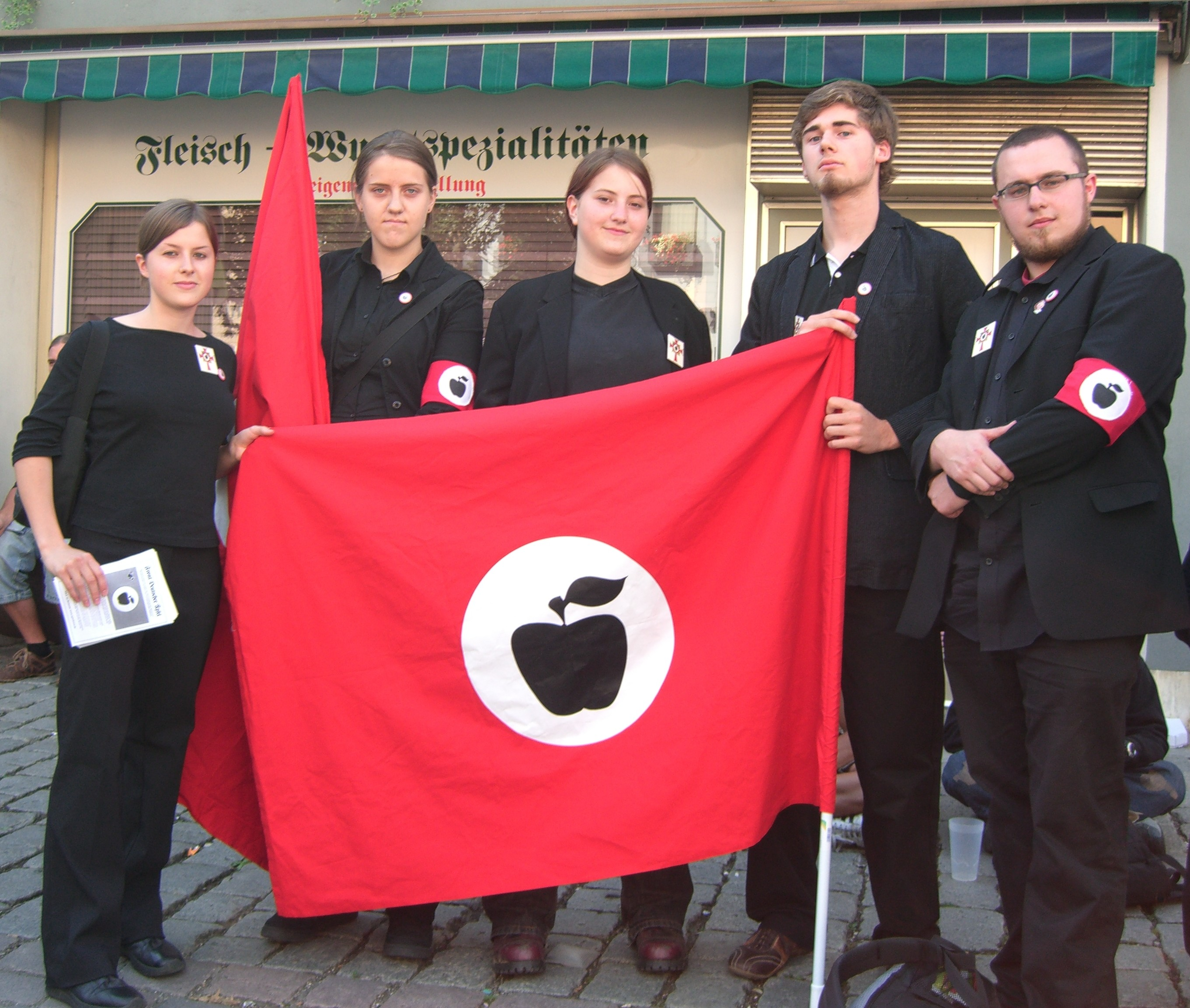
Gruppenfoto der Front Deutscher Äpfel

Gegen Die Heimat sind einige zivilgesellschaftliche Zusammenschlüsse entstanden. So berichtete etwa der noch unter dem alten Parteinamen laufende NPD-Blog, ein von Patrick Gensing von 2005 bis 2016 betreuter Watchblog, regelmäßig kritisch über Aktivitäten der Partei. Die Kampagne NPD-Verbot jetzt hatte 2011 eine deutschlandweite Unterschriftenaktion ins Leben gerufen, die sich für ein Verbot der NPD starkmachte. Dabei konnten 175.445 Unterschriften gesammelt werden. Prominente Unterstützung erfuhr die Kampagne durch Hannelore Elsner, Frank Werneke und das Präsidium des 1. FC Nürnberg.
Die satirische Vereinigung Front Deutscher Äpfel griff seit 2004 deutschlandweit verschiedene Organisationsmerkmale und Verhaltensweisen der NPD an und parodiert diese. Mittlerweile tritt sie nicht mehr öffentlich in Erscheinung.
Zudem engagierten sich zahlreiche Bürgerinitiativen gegen die Aktivitäten der Partei. So inszenierte etwa der „Aktionskreis für Görlitz“ zu der Landtagswahl in Sachsen 2009 medienwirksam die Anbringung von 600 Plakaten mit der Aufschrift „Görlitz sagt Nein! zur NPD“.
Die Fassade der Parteizentrale in Berlin-Köpenick wurde seit Einzug der Heimat in das Gebäude mehrfach Ziel von Farbanschlägen und politischen Graffiti und wird daher von der Polizei bewacht.
Die Informations- und Beteiligungskampagne Endstation Rechts, als Initiative der Jusos in der SPD, ist ein tagesaktuelles Informationsportal und informiert über rechtsextreme und rechtskonservative Entwicklungen in Mecklenburg-Vorpommern und Sachsen. Ziel ist es, den Wiedereinzug der Heimat, damals NPD in die Landtage beider Bundesländer zu verhindern. Als satirische Auseinandersetzung mit der Bekleidungsmarke Thor Steinar, die sich vor allem in der rechtsextremen Szene großer Beliebtheit erfreut, gründete Endstation Rechts das Modelabel Storch Heinar. Daraufhin führte Thor Steinar einen Rechtsstreit gegen Mathias Brodkorb, einen der Initiatoren der Projekte Endstation Rechts und Storch Heinar. Thor Steinar verlor 2010 den Prozess im sogenannten „Nürnberger Modeverbrecherprozess“.
Seit der Umbenennung der Partei in Die Heimat wurden keine neuen Initiativen gegen die Partei initiiert.
Die sechs für Ostdeutschland zuständigen römisch-katholischen Bischöfe warnten im Januar 2024 in einem gemeinsamen Appell mit dem Titel „Eintreten für Demokratie“ vor den Umtrieben rechter Parteien, nämlich „krude Ausweisungsphantasien für Migranten und ihre Unterstützer, die Ablehnung von Schutzangeboten für Geflüchtete, die Ausgrenzung von Menschen mit Behinderung, der alleinige Fokus auf Leistungsfähigkeit, die Leugnung des menschengemachten Klimawandels und die pauschale Verächtlichmachung von politischen Akteuren und Institutionen“; dabei nannten sie ausdrücklich, dass die Positionen „extremer Parteien wie dem III. Weg, der Partei Heimat oder auch der AfD“ nicht akzeptabel seien.

## Verbotsverfahren
2001 wurde von der Bundesregierung unter Gerhard Schröder ein Antrag beim Bundesverfassungsgericht eingereicht, der das Ziel hatte, die NPD aufgrund festzustellender Verfassungswidrigkeit verbieten zu lassen; Bundestag und Bundesrat brachten eigene Verbotsanträge ein. Das Bundesverfassungsgericht stellte die Verfahren am 18. März 2003 aus Verfahrensgründen ein, nachdem bekannt geworden war, dass in den Reihen der Partei V-Leute des Verfassungsschutzes tätig waren. Die Verfassungsgemäßheit der Partei wurde nicht geprüft.
In der Folge wurde die Frage nach einem möglichen Verbot der Partei in der Politik kontrovers diskutiert. Der bayerische Innenminister Joachim Herrmann kündigte im September 2009 ein erneutes Verbotsverfahren in Zusammenarbeit mit den Ministerpräsidenten der SPD-regierten Bundesländer und entgegen der Meinung von Innenminister Wolfgang Schäuble an. Er kommentierte seinen Plan mit den Worten: „Bayern möchte dem Treiben der NPD nicht zusehen, bis sich diese Verfassungsfeinde in der Republik etabliert haben.“
2012 beschlossen die CDU- und CSU-geführten Bundesländer, dass sie mittlerweile dazu bereit seien, die „V-Leute“ aus der Partei abzuziehen, was ein erneutes Verfahren wahrscheinlicher macht. Die Innenminister der Länder sowie der Innenminister des Bundes beschlossen das Verbotsverfahren nun wieder voranzutreiben.
Im Zuge der öffentlichen Debatte um ein Verbot der NPD erhob diese eine Organklage vor dem Bundesverfassungsgericht, in welchem sie beantragte, „festzustellen, dass die Antragstellerin nicht verfassungswidrig im Sinne des Art. 21 Abs. 2 GG ist“. Dieser und andere Anträge der damaligen NPD zur Sache wurden in der Entscheidung des 2. Senats des Bundesverfassungsgerichts vom 20. Februar 2013 (2 BvE 11/12) abgelehnt.
Ausgangspunkt der Argumentation des Bundesverfassungsgerichts war dessen Auffassung, dass politische Parteien „in der Wahrnehmung ihrer Rechte frei“ seien, solange das Bundesverfassungsgericht nicht ihre Verfassungswidrigkeit festgestellt hat, und daher „darin nicht durch administratives Einschreiten unter Berufung auf die Behauptung ihrer Verfassungswidrigkeit gehindert werden“ dürfen.
Weiterhin stellte das Bundesverfassungsgericht fest, dass politische Parteien sich „entsprechend ihrer Aufgabe, bei der politischen Willensbildung des Volkes mitzuwirken (Art. 21 Abs. 1 Satz 1 GG), der öffentlichen Auseinandersetzung“ zu stellen hätten und: „Teil der öffentlichen Auseinandersetzung sind Äußerungen zur Einschätzung einer politischen Partei als verfassungsfeindlich, sofern sie sich im Rahmen von Recht und Gesetz halten. Solchen Äußerungen kann und muss die betroffene Partei mit den Mitteln des Meinungskampfes begegnen.“
Nachdem 2003 ein beginnendes Verbotsverfahren gegen die NPD gescheitert war, startete 2015 eine neue Runde zum Verbot der Partei, und bereits im März 2016 erfolgten die ersten drei Verhandlungstage vor dem Bundesverfassungsgericht. Am 17. Januar 2017 wurde der Antrag vom Bundesverfassungsgericht als unbegründet zurückgewiesen. Die NPD sei zwar verfassungsfeindlich, aber aktuell keine Bedrohung für die freiheitlich-demokratische Grundordnung.

## Ausschluss von der Parteienfinanzierung
Im Juli 2019 stellten Bundesrat, Bundestag und Bundesregierung beim Bundesverfassungsgericht einen Antrag nach dem im Juli 2017 neugeschaffenen Art. 21 Abs. 3 GG, da die Partei weiterhin das Ziel verfolge, die freiheitliche demokratische Grundordnung zu beseitigen. Im Juli 2023 fand die mündliche Verhandlung in der Sache statt.
Mit Urteil vom 23. Januar 2024 gab der Zweite Senat des Bundesverfassungsgerichts dem Antrag statt und entschied, dass die Partei für die Dauer von sechs Jahren von der staatlichen Finanzierung nach § 18 Parteiengesetz (PartG) ausgeschlossen ist. Der Passus über die staatliche Finanzierung hat wegen seit 2021 fehlender Wahlerfolge zurzeit keine direkten Auswirkungen, allerdings entfallen auch sämtliche steuerlichen Vorteile für die Partei und ihre Spender.

## Wahlergebnisse

### Bundestagswahlergebnisse

Zweitstimmenanteil NPD bei der Bundestagswahl 2013 in Deutschland, endgültiges Ergebnis.

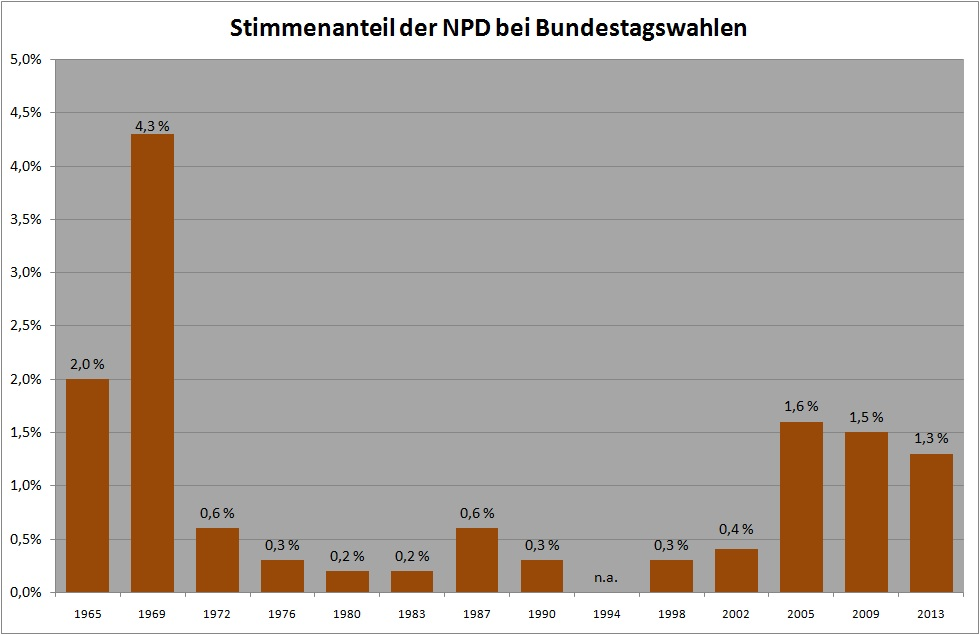
Ergebnisse der NPD bei Bundestagswahlen (1965 bis 2013)

| Bundestagswahlergebnisse | Bundestagswahlergebnisse | Bundestagswahlergebnisse | Bundestagswahlergebnisse |
| Jahr                     | Stimmenanzahl            | Stimmenanteil            | Mandate                  |
| ------------------------ | ------------------------ | ------------------------ | ------------------------ |
| 1965                     | 0.664.193                | 2,0 %                    | –                        |
| 1969                     | 1.422.010                | 4,3 %                    | –                        |
| 1972                     | 0.207.465                | 0,6 %                    | –                        |
| 1976                     | 0.122.661                | 0,3 %                    | –                        |
| 1980                     | 0.068.096                | 0,2 %                    | –                        |
| 1983                     | 0.091.095                | 0,2 %                    | –                        |
| 1987                     | 0.227.054                | 0,6 %                    | –                        |
| 1990                     | 0.145.776                | 0,3 %                    | –                        |
| 1994                     | 0.n. a.                  | n. a.                    | –                        |
| 1998                     | 0.126.571                | 0,3 %                    | –                        |
| 2002                     | 0.215.232                | 0,4 %                    | –                        |
| 2005                     | 0.748.568                | 1,6 %                    | –                        |
| 2009                     | 0.635.525                | 1,5 %                    | –                        |
| 2013                     | 0.560.828                | 1,3 %                    | –                        |
| 2017                     | 0.176.715                | 0,4 %                    | –                        |
| 2021                     | 0.064.574                | 0,1 %                    | –                        |
| 2025                     | 0.n. a.                  | n. a.                    | –                        |

### Europawahlergebnisse
| Europawahlergebnisse | Europawahlergebnisse | Europawahlergebnisse | Europawahlergebnisse |
| Jahr                 | Stimmenanzahl        | Stimmenanteil        | Mandate              |
| -------------------- | -------------------- | -------------------- | -------------------- |
| 1979                 | n. a.                | n. a.                | –                    |
| 1984                 | 198.633              | 0,8 %                | –                    |
| 1989                 | n. a.                | n. a.                | –                    |
| 1994                 | 077.227              | 0,2 %                | –                    |
| 1999                 | 107.662              | 0,4 %                | –                    |
| 2004                 | 241.743              | 0,9 %                | –                    |
| 2009                 | n. a.                | n. a.                | –                    |
| 2014                 | 301.139              | 1,0 %                | 1                    |
| 2019                 | 101.011              | 0,3 %                | –                    |
| 2024                 | 40.968               | 0,1 %                | –                    |

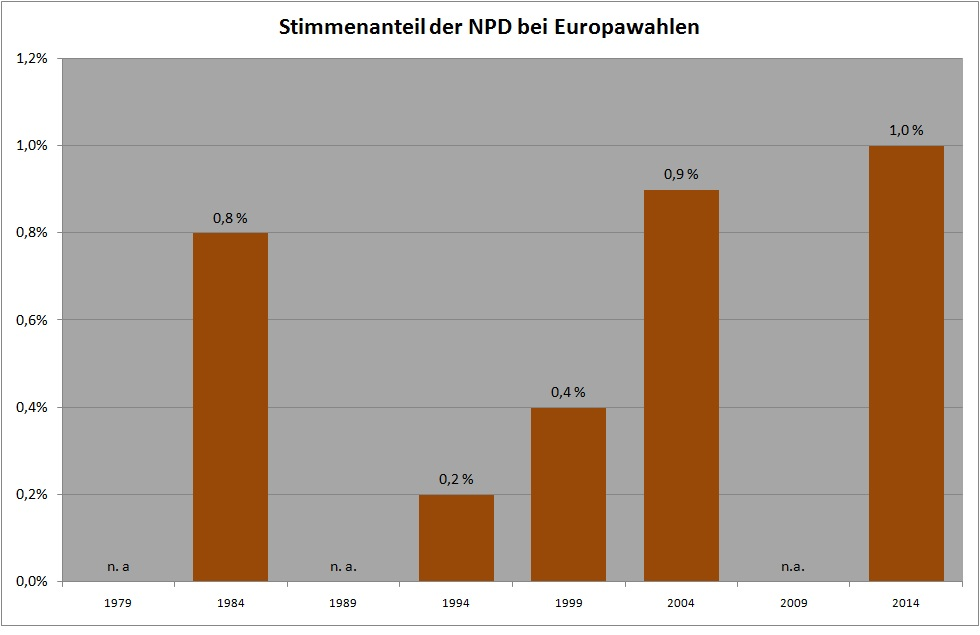
Wahlergebnisse der NPD bei Europawahlen (1979 bis 2014)

- Bemerkung: Die Europawahl 2014 war die erste Europawahl, bei der in Deutschland keine Sperrklausel mehr galt, nachdem das Bundesverfassungsgericht die Drei-Prozent-Hürde und zuvor die Fünf-Prozent-Hürde für unzulässig erklärt hatte. Ein Einzug ins EU-Parlament war schon mit etwa 0,5 % der Stimmen möglich, Udo Voigt wurde gewählt. 2019 galt dieselbe Regelung, die NPD erhielt aber nicht genug Stimmen für einen erneuten Einzug.

### Landtagswahlergebnisse
| Landtagswahlergebnisse 1965 bis 1989 (in Prozent) |       |       |       |       |       |       |       |     |       |       |       |       |       |       |       |       |
| Jahr                                              | BW    | BY    | BE    |       | HB    | HH    | HE    |     | NI    | NW    | RP    | SL    |       |       | SH    |       |
| 1965                                              |       |       |       |       |       |       |       |     |       |       |       | n. a. |       |       |       |       |
| 1966                                              |       | 7,4   |       |       |       | 3,9   | 7,9   |     |       | n. a. |       |       |       |       |       |       |
| 1967                                              |       |       | n. a. |       | 8,8   |       |       |     | 7,0   |       | 6,9   |       |       |       | 5,8   |       |
| 1968                                              | 9,8   |       |       |       |       |       |       |     |       |       |       |       |       |       |       |       |
| 1970                                              |       | 2,9   |       |       |       | 2,7   | 3,0   |     | 3,2   | 1,1   |       | 3,4   |       |       |       |       |
| 1971                                              |       |       | n. a. |       | 2,8   |       |       |     |       |       | 2,7   |       |       |       | 1,3   |       |
| 1972                                              | n. a. |       |       |       |       |       |       |     |       |       |       |       |       |       |       |       |
| 1974                                              |       | 1,1   |       |       |       | 0,8   | 1,0   |     | 0,6   |       |       |       |       |       |       |       |
| 1975                                              |       |       | n. a. |       | 1,1   |       |       |     |       | 0,4   | 1,1   | 0,7   |       |       | 0,5   |       |
| 1976                                              | 0,9   |       |       |       |       |       |       |     |       |       |       |       |       |       |       |       |
| 1978                                              |       | 0,6   |       |       |       | 0,3   | 0,4   |     | 0,4   |       |       |       |       |       |       |       |
| 1979                                              |       |       | n. a. |       | 0,4   |       |       |     |       |       | 0,7   |       |       |       | 0,2   |       |
| 1980                                              | 0,1   |       |       |       |       |       |       |     |       | n. a. |       | n. a. |       |       |       |       |
| 1981                                              |       |       | n. a. |       |       |       |       |     |       |       |       |       |       |       |       |       |
| 1982                                              |       | 0,6   |       |       |       | n. a. | n. a. |     | n. a. |       |       |       |       |       |       |       |
| 1983                                              |       |       |       |       | n. a. |       | n. a. |     |       |       | 0,1   |       |       |       | n. a. |       |
| 1984                                              | n. a. |       |       |       |       |       |       |     |       |       |       |       |       |       |       |       |
| 1985                                              |       |       | n. a. |       |       |       |       |     |       | n. a. |       | 0,7   |       |       |       |       |
| 1986                                              |       | 0,5   |       |       |       | n. a. |       |     | n. a. |       |       |       |       |       |       |       |
| 1987                                              |       |       |       |       | n. a. | n. a. | n. a. |     |       |       | 0,8   |       |       |       | n. a. |       |
| 1988                                              | 2,1   |       |       |       |       |       |       |     |       |       |       |       |       |       | 1,2   |       |
| 1989                                              |       |       | n. a. |       |       |       |       |     |       |       |       |       |       |       |       |       |
| Landtagswahlergebnisse ab 1990 (in Prozent)       |       |       |       |       |       |       |       |     |       |       |       |       |       |       |       |       |
| Jahr                                              | BW    | BY    | BE    | BB    | HB    | HH    | HE    | MV  | NI    | NW    | RP    | SL    | SN    | ST    | SH    | TH    |
| 1990                                              |       | n. a. | n. a. | 0,1   |       |       |       | 0,2 | 0,2   | 0,0   |       | 0,2   | 0,7   | 0,1   |       | 0,2   |
| 1991                                              |       |       |       |       | n. a. | n. a. | n. a. |     |       |       | n. a. |       |       |       |       |       |
| 1992                                              | 0,9   |       |       |       |       |       |       |     |       |       |       |       |       |       | n. a. |       |
| 1993                                              |       |       |       |       |       | n. a. |       |     |       |       |       |       |       |       |       |       |
| 1994                                              |       | 0,1   |       | n. a. |       |       |       | 0,1 | 0,2   |       |       | n. a. | n. a. | n. a. |       | n. a. |
| 1995                                              |       |       | n. a. |       | 0,1   |       | 0,3   |     |       | n. a. |       |       |       |       |       |       |
| 1996                                              | n. a. |       |       |       |       |       |       |     |       |       | 0,4   |       |       |       | n. a. |       |
| 1997                                              |       |       |       |       |       | 0,1   |       |     |       |       |       |       |       |       |       |       |
| 1998                                              |       | 0,2   |       |       |       |       |       | 1,1 | n. a. |       |       |       |       | n. a. |       |       |
| 1999                                              |       |       | 0,8   | 0,7   | 0,3   |       | 0,2   |     |       |       |       | n. a. | 1,4   |       |       | 0,2   |
| 2000                                              |       |       |       |       |       |       |       |     |       | 0,0   |       |       |       |       | 1,0   |       |
| 2001                                              | 0,2   |       | 0,9   |       |       | n. a. |       |     |       |       | 0,5   |       |       |       |       |       |
| 2002                                              |       |       |       |       |       |       |       | 0,8 |       |       |       |       |       | n. a. |       |       |
| 2003                                              |       | n. a. |       |       | n. a. |       | n. a. |     | n. a. |       |       |       |       |       |       |       |
| 2004                                              |       |       |       | n. a. |       | 0,3   |       |     |       |       |       | 4,0   | 9,2   |       |       | 1,6   |
| 2005                                              |       |       |       |       |       |       |       |     |       | 0,9   |       |       |       |       | 1,9   |       |
| 2006                                              | 0,7   |       | 2,6   |       |       |       |       | 7,3 |       |       | 1,2   |       |       | n. a. |       |       |
| 2007                                              |       |       |       |       | n. a. |       |       |     |       |       |       |       |       |       |       |       |
| 2008                                              |       | 1,2   |       |       |       | n. a. | 0,9   |     | 1,5   |       |       |       |       |       |       |       |
| 2009                                              |       |       |       | 2,5   |       |       | 0,9   |     |       |       |       | 1,5   | 5,6   |       | 0,9   | 4,3   |
| 2010                                              |       |       |       |       |       |       |       |     |       | 0,7   |       |       |       |       |       |       |
| 2011                                              | 1,0   |       | 2,1   |       | 1,6   | 0,9   |       | 6,0 |       |       | 1,1   |       |       | 4,6   |       |       |
| 2012                                              |       |       |       |       |       |       |       |     |       | 0,5   |       | 1,2   |       |       | 0,7   |       |
| 2013                                              |       | 0,6   |       |       |       |       | 1,1   |     | 0,8   |       |       |       |       |       |       |       |
| 2014                                              |       |       |       | 2,2   |       |       |       |     |       |       |       |       | 4,9   |       |       | 3,6   |
| 2015                                              |       |       |       |       | 0,2   | 0,3   |       |     |       |       |       |       |       |       |       |       |
| 2016                                              | 0,4   |       | 0,6   |       |       |       |       | 3,0 |       |       | 0,5   |       |       | 1,9   |       |       |
| 2017                                              |       |       |       |       |       |       |       |     | n. a. | 0,3   |       | 0,7   |       |       | n. a. |       |
| 2018                                              |       | n. a. |       |       |       |       | 0,2   |     |       |       |       |       |       |       |       |       |
| 2019                                              |       |       |       | n. a. | n. a. |       |       |     |       |       |       |       | 0,6   |       |       | 0,5   |
| 2020                                              |       |       |       |       |       | n. a. |       |     |       |       |       |       |       |       |       |       |
| 2021                                              | n. a. |       | 0,1   |       |       |       |       | 0,8 |       |       | n. a. |       |       | 0,3   |       |       |
| 2022                                              |       |       |       |       |       |       |       |     | n. a. | n. a. |       | n. a. |       |       | n. a. |       |
| 2023                                              |       | n. a. | 0,1   |       | n. a. |       | n. a. |     |       |       |       |       |       |       |       |       |
| 2024                                              |       |       |       | n. a. |       |       |       |     |       |       |       |       | n. a. |       |       | n. a. |

| Einzug in den Landtag                                                        |
| höchstes Ergebnis in den einzelnen Bundesländern, ohne Einzug in den Landtag |
| n. a.: nicht angetreten                                                      |

- Von 2004 bis 2009 galt der Deutschlandpakt zwischen NPD und DVU. Daher trat die NPD in den Ländern Brandenburg, Bremen, Hamburg und Sachsen-Anhalt nicht an. In Thüringen war ebenfalls ein Verzicht der NPD vorgesehen, allerdings wurde die Vereinbarung hier rückgängig gemacht. Nach der Landtagswahl in Brandenburg 2009 wurde der Deutschlandpakt aufgekündigt.[245]

## Bundesvorsitzende und Ehrenvorsitzende

### Bundesvorsitzende
| Name | Name                          | Amtszeit  |
| ---- | ----------------------------- | --------- |
|      | Friedrich Thielen             | 1964–1967 |
|      | Wilhelm Gutmann kommissarisch | 1967      |
|      | Adolf von Thadden             | 1967–1971 |
|      | Martin Mußgnug                | 1971–1990 |
|      | Walter Bachmann kommissarisch | 1990–1991 |
|      | Günter Deckert                | 1991–1996 |
|      | Udo Voigt                     | 1996–2011 |
|      | Holger Apfel                  | 2011–2013 |
|      | Udo Pastörs                   | 2013–2014 |
|      | Frank Franz                   | 2014–2024 |
|      | Peter Schreiber               | 2024–     |

### Ehrenvorsitzende
Der bislang einzige Ehrenvorsitzende der Partei war Walter Bachmann, der 1991 nach Günter Deckerts Wahl zum Parteivorsitzenden zum Ehrenvorsitzenden ernannt wurde und dies bis zu seinem Tod 2002 blieb.

## Parteitage

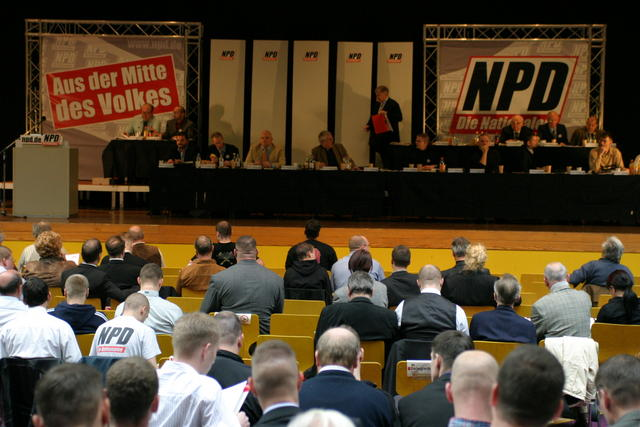
Parteitag der NPD in Berlin, 2006

| Nr. | Datum                           | Ort                                               |
| --- | ------------------------------- | ------------------------------------------------- |
|     | 28. November 1964               | Hannover (Gründungsversammlung)                   |
| 1.  | 7.–9. Mai 1965                  | Hannover                                          |
| 2.  | 17.–19. Juni 1966               | Karlsruhe                                         |
| 3.  | 10.–12. November 1967           | Hannover                                          |
|     | 22. Februar 1969                | Schwabach (Außerordentlicher Bundesparteitag)     |
| 4.  | 13.–15. Februar 1970            | Wertheim                                          |
| 5.  | 19.–21. November 1971           | Holzminden                                        |
| 6.  | 21. Oktober 1972                | Düsseldorf                                        |
| 7.  | 12.–14. Oktober 1973            | Düsseldorf                                        |
| 8.  | 12./13. Oktober 1974            | München                                           |
| 9.  | 18./19. Oktober 1975            | Ketsch                                            |
| 10. | 14. November 1976               | Frankfurt am Main                                 |
| 11. | 26./27. März 1977               | Hannover                                          |
| 12. | 18./19. November 1978           | Arolsen                                           |
| 13. | 8./9. Dezember 1979             | Ketsch                                            |
| 14. | 22./23. November 1980           | Augsburg                                          |
| 15. | 24./25. Oktober 1981            | Völklingen                                        |
| 16. | 26./27. Juni 1982               | Germersheim                                       |
| 17. | 1./2. Oktober 1983              | Fallingbostel                                     |
| 18. | 3./4. November 1984             | München                                           |
| 19. | 14./15. September 1985          | Neustadt an der Weinstraße                        |
| 20. | 8./9. November 1986             | Willingen                                         |
| 21. | 13.–15. November 1987           | Uehlfeld und Höchstadt                            |
|     | 26. Juni 1988                   | Feucht (Außerordentlicher Bundesparteitag)        |
| 22. | 11./12. Februar 1989            | Rahden                                            |
| 23. | 19./20. Mai 1990                | Helmstedt                                         |
|     | 7. Oktober 1990                 | Erfurt (Außerordentlicher Bundesparteitag)        |
| 24. | 8./9. Juni 1991                 | Herzogenaurach                                    |
| 25. | 18. August 1993                 | Coppenbrügge                                      |
|     | 15. Januar 1994                 | Ehringshausen (Außerordentlicher Bundesparteitag) |
| 26. | 10./11. Juni 1995               | Arnstorf                                          |
|     | 23./24. März 1996               | Bad Dürkheim (Außerordentlicher Bundesparteitag)  |
|     | 7./8. Dezember 1996             | Ohrel (Außerordentlicher Bundesparteitag)         |
| 27. | 10./11. November 1998           | Stavenhagen                                       |
| 28. | 23./24. Januar 1999             | Mulda                                             |
| 29. | 18./19. März 2000               | Mühlhausen (Oberpfalz)                            |
|     | 16./17. März 2002               | Königslutter                                      |
|     | 3./4. Oktober 2003              | Saarbrücken (Außerordentlicher Bundesparteitag)   |
|     | 29./30. Oktober 2004            | Leinefelde                                        |
| 31. | 11./12. November 2006           | Berlin                                            |
| 32. | 24./25. Mai 2008                | Bamberg                                           |
|     | 4./5. April 2009                | Berlin                                            |
|     | 4./5. Juni 2010                 | Bamberg (Außerordentlicher Bundesparteitag)       |
|     | 6. November 2010                | Hohenmölsen (Außerordentlicher Bundesparteitag)   |
|     | 12./13. November 2011           | Neuruppin                                         |
| 33. | 26./27. Mai 2012                | Bamberg                                           |
| 34. | 20./21. April 2013              | Weinheim                                          |
| 35. | 1./2. November 2014             | Weinheim                                          |
| 36. | 21./22. November 2015           | Weinheim                                          |
| 37. | 11./12. März 2017               | Saarbrücken                                       |
| 38. | 30. November / 1. Dezember 2019 | Riesa                                             |
| 39. | 15./16. Mai 2022                | Altenstadt                                        |
| 40. | 3./4. Juni 2023                 | Riesa                                             |
| 41. | 23./24. November 2024           | Bernsdorf (Landkreis Zwickau)                     |